# Béthisy-Saint-Pierre
Pour les articles homonymes, voir Béthisy.
Béthisy-Saint-Pierre est une commune française située dans le département de l'Oise en région Hauts-de-France. Ses habitants sont appelés les Béthisiens.
Ce village est connu pour être le lieu du décès du roi des Francs Louis VI le Gros en 1137.

## Géographie

### Description

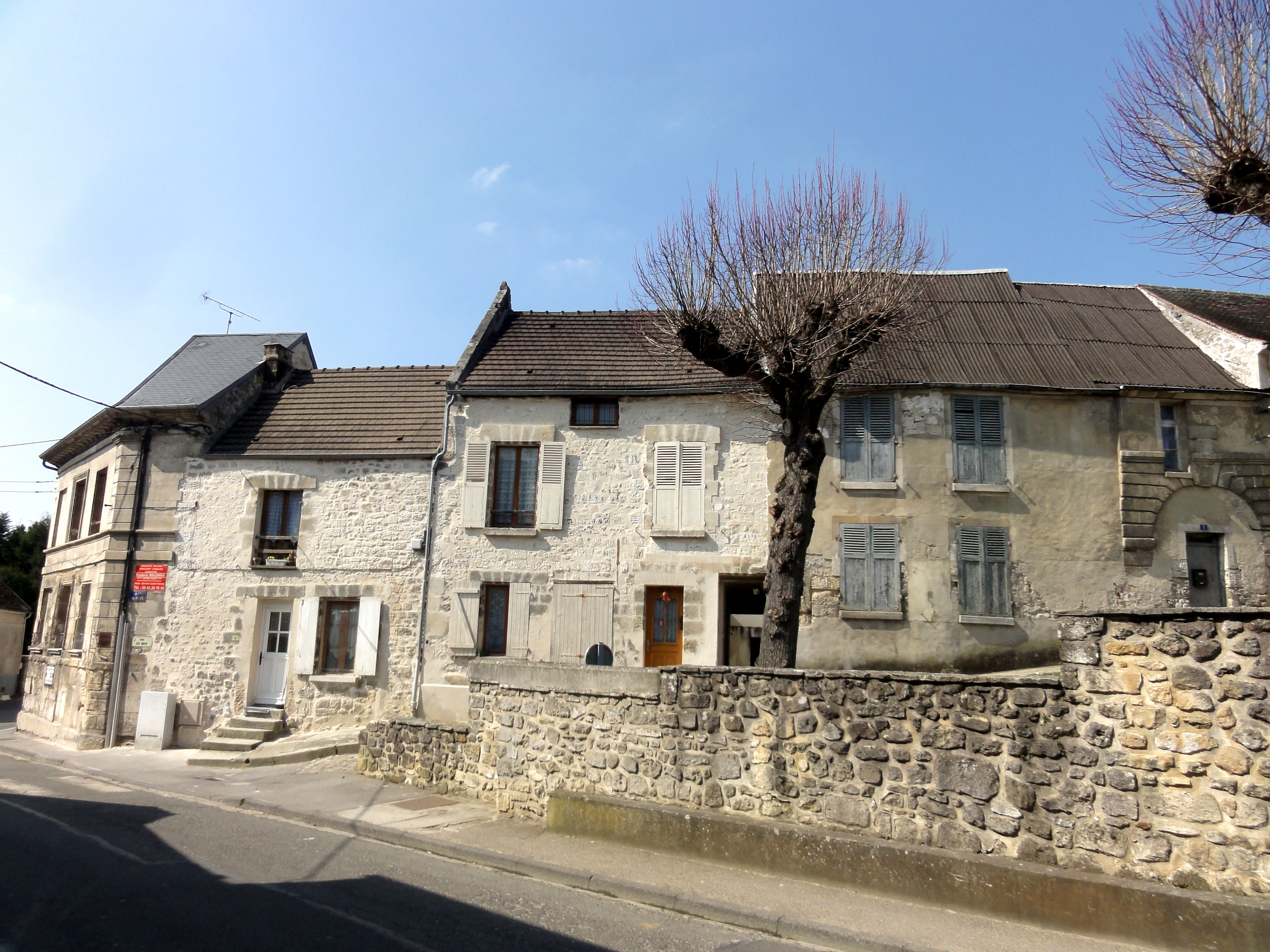
Ambiance de la commune : la rue du Pévé.

Béthisy-Saint-Pierre est un bourg picard de la vallée de l'Automne, situé à 70 km au nord de Paris, à 15 km de Compiègne, à 22 km de Senlis et à 12 km de Crépy-en-Valois.
Louis Graves indiquait au milieu du XIXe siècle « Le territoire, à périmètre irrégulier, s'étend surtout depuis la forêt de Compiègne jusqu'à la vallée d'Autonne, au sud de laquelle un prolongement s'élève sur le Longmont, entre le rû de Nery et le vallon de Vaucelles. La rampe droite de la vallée est interrompue dans sa continuité par quatre gorges ou cavées dites des Vaches, de Pierrefonds, de Compiègne et Fiacre, qui montent vers la forêt ».
La commune est la ville-centre de son unité urbaine, et fait partie de la zone d'emploi comme du bassin de vie de Compiègne.

### Communes limitrophes
Les communes limitrophes sont  Béthisy-Saint-Martin, Néry, Orrouy, Saint-Sauveur et Saintines.
| Saint-Sauveur |                      | Orrouy               |
| Saintines     | Béthisy-Saint-Pierre |                      |
| Néry          |                      | Béthisy-Saint-Martin |

### Géologie et relief
La superficie de la commune est de 6,53 km2 ; son altitude varie de 35  à   132 mètres.

### Hydrographie

#### Réseau hydrographique
La commune est située dans le bassin Seine-Normandie. Elle est drainée par l'Automne et le cours d'eau 01 du Moulin de Nery,,.
L'Automne, d'une longueur de 34 km, prend sa source dans la commune de Villers-Cotterêts et se jette  dans l'Oise (rive gauche) à Longueil-Sainte-Marie, après avoir traversé 19 communes. Les caractéristiques hydrologiques de l'Automne sont données par la station hydrologique située sur la commune de Saintines. Le débit moyen mensuel est de 1,99 m3/s. Le débit moyen journalier maximum est de 7,07 m3/s, atteint lors de la crue du 22 mars 2001. Le débit instantané maximal est quant à lui de 7,86 m3/s, atteint le 9 mai 1988. Afin de lutter contre les inondations, la municipalité réalise en 2021 trois bassins d'infiltration qui pourront recevoir plusieurs milliers de mètres cubes d'eau

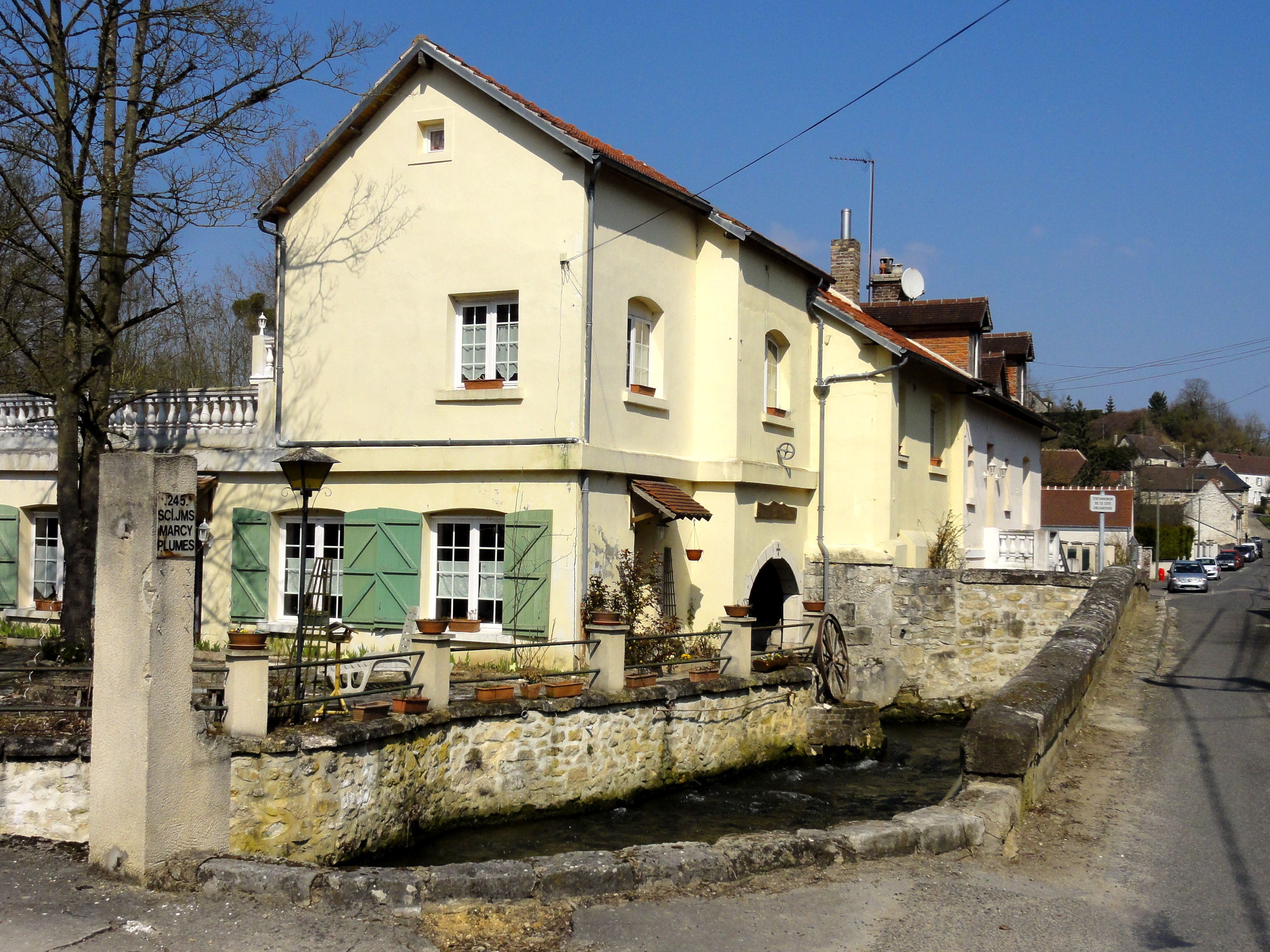
Ancien moulin sur l'Automne, rue de la Libération.
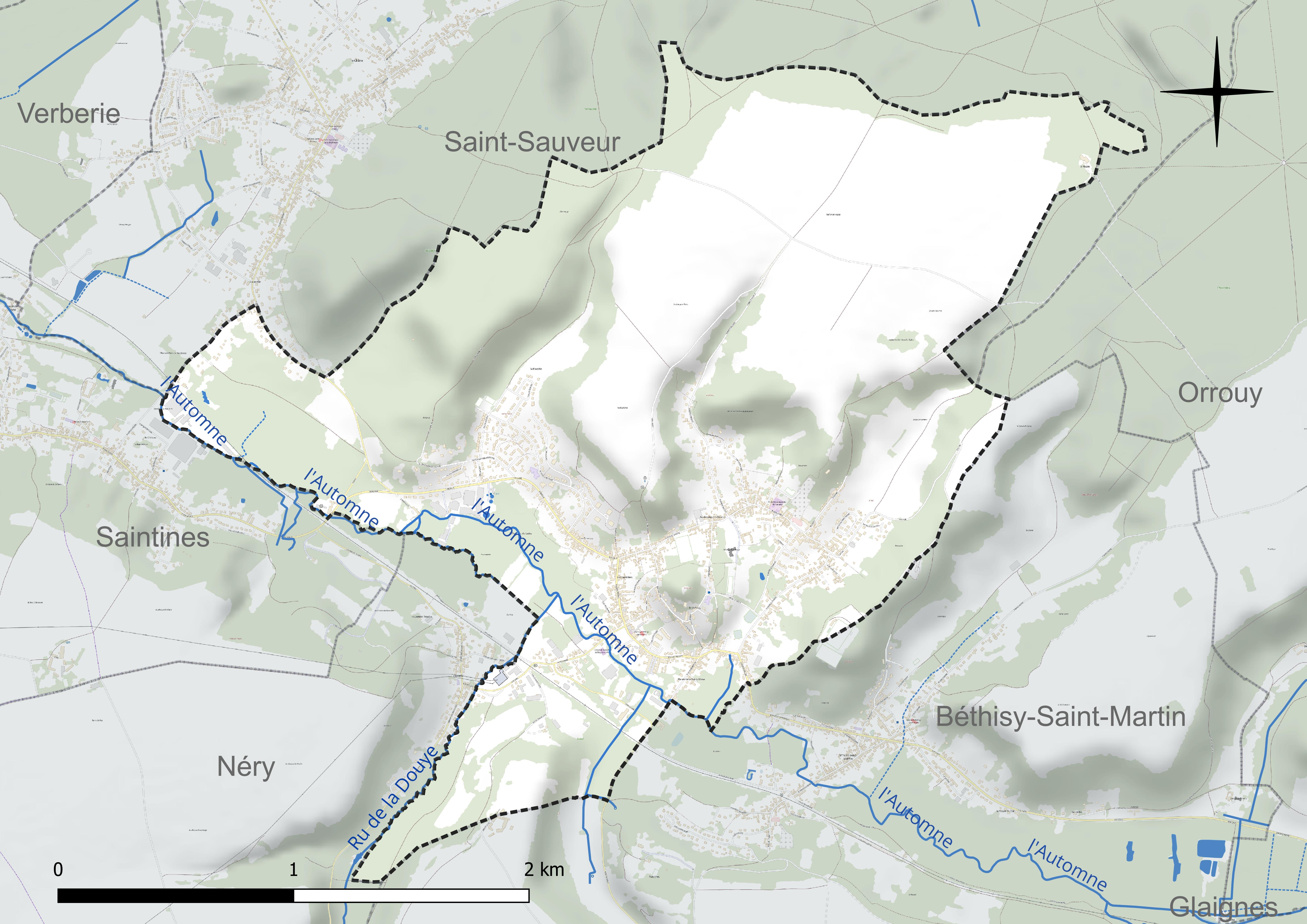
Réseau hydrographique de Béthisy-Saint-Pierre.

#### Gestion et qualité des eaux
Le territoire communal est couvert par le schéma d'aménagement et de gestion des eaux (SAGE) « Sensée ». Ce document de planification concerne un territoire de 287 km2 de superficie, délimité par le bassin versant de l'Automne. Le périmètre a été arrêté le 28 mai 1996 et le SAGE proprement dit a été approuvé le 16 décembre 2003 puis révisé le 10 mars 2016. La structure porteuse de l'élaboration et de la mise en œuvre est le syndicat d'aménagement et de gestion des eaux du Bassin Automne (S.A.G.E.B.A).
La qualité des cours d'eau peut être consultée sur un site dédié géré par les agences de l'eau et l'Agence française pour la biodiversité.

### Climat
Pour des articles plus généraux, voir Climat des Hauts-de-France et Climat de l'Oise.
En 2010, le climat de la commune est de type climat océanique dégradé des plaines du Centre et du Nord, selon une étude du CNRS s'appuyant sur une série de données couvrant la période 1971-2000. En 2020, Météo-France publie une typologie des climats de la France métropolitaine dans laquelle la commune est dans une zone de transition entre le climat océanique et le climat océanique altéré et est dans la région climatique Nord-est du bassin Parisien, caractérisée par un ensoleillement médiocre, une pluviométrie moyenne régulièrement répartie au cours de l'année et un hiver froid (3 °C).
Pour la période 1971-2000, la température annuelle moyenne est de 10,7 °C, avec une amplitude thermique annuelle de 15,2 °C. Le cumul annuel moyen de précipitations est de 718 mm, avec 11,3 jours de précipitations en janvier et 8,4 jours en juillet. Pour la période 1991-2020, la température moyenne annuelle observée sur la station météorologique la plus proche, située sur la commune de Margny-lès-Compiègne à 14 km à vol d'oiseau, est de 11,2 °C et le cumul annuel moyen de précipitations est de 633,5 mm,. Pour l'avenir, les paramètres climatiques de la commune estimés pour 2050 selon différents scénarios d'émission de gaz à effet de serre sont consultables sur un site dédié publié par Météo-France en novembre 2022.

### Milieux naturels et biodiversité
Le plateau des Sœurs, de la Grosse Femme et de la Petite Femme abrite un site naturel peuplé notamment de lézards verts, orchidées, anémones pulsatiles, gentianes....

## Urbanisme

### Typologie
Au 1er janvier 2024, Béthisy-Saint-Pierre est catégorisée petite ville, selon la nouvelle grille communale de densité à sept niveaux définie par l'Insee en 2022.
Elle appartient à l'unité urbaine de Béthisy-Saint-Pierre, une agglomération intra-départementale regroupant deux  communes, dont elle est ville-centre,,. La commune est en outre hors attraction des villes,.

### Occupation des sols

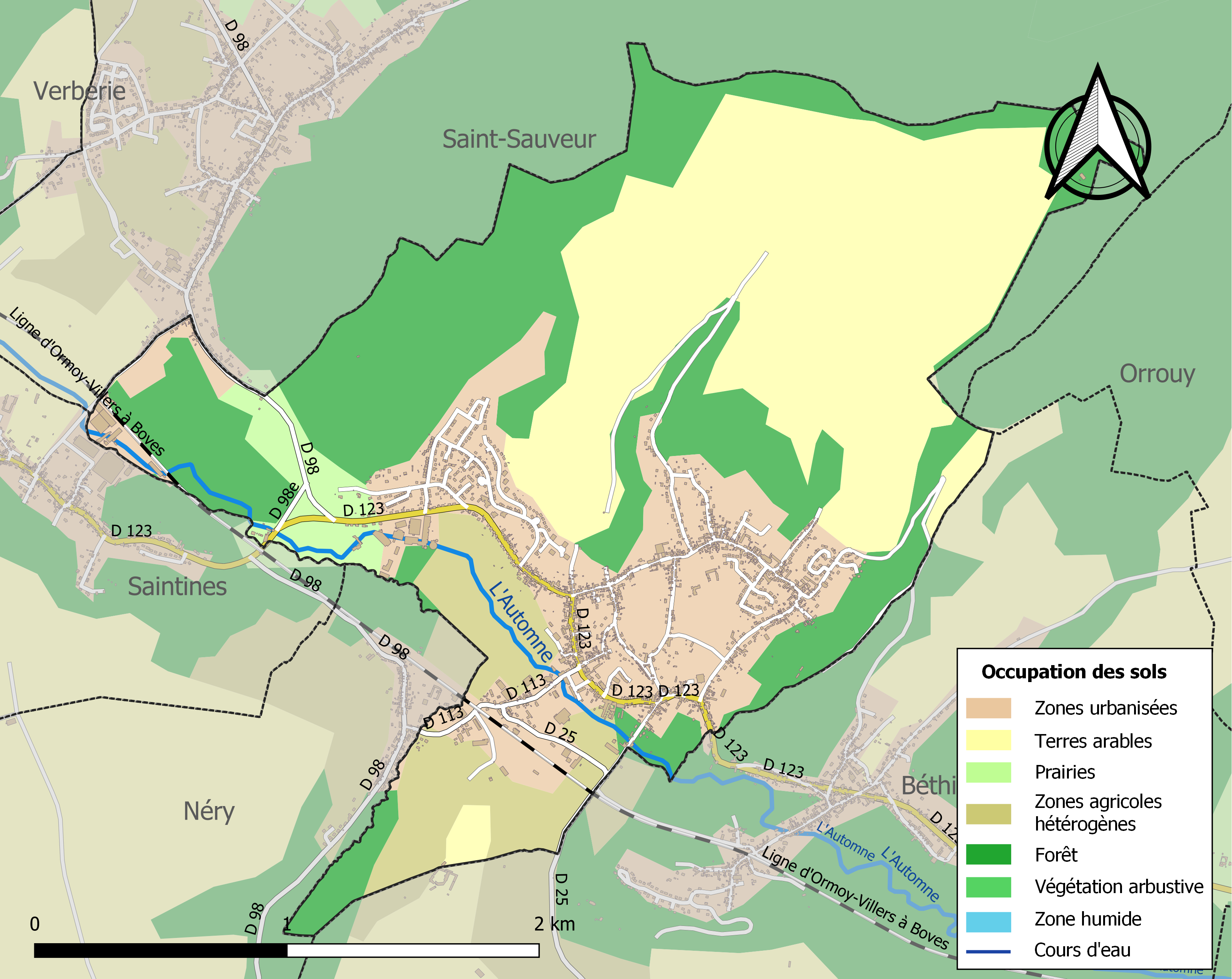
Carte des infrastructures et de l'occupation des sols de la commune en 2018 (CLC).

L'occupation des sols de la commune, telle qu'elle ressort de la base de données européenne d'occupation biophysique des sols Corine Land Cover (CLC), est marquée par l'importance des territoires agricoles (44,9 % en 2018), en diminution par rapport à 1990 (46,5 %). La répartition détaillée en 2018 est la suivante :
terres arables (33,7 %), forêts (32,9 %), zones urbanisées (22,2 %), zones agricoles hétérogènes (7,8 %), prairies (3,3 %). L'évolution de l'occupation des sols de la commune et de ses infrastructures peut être observée sur les différentes représentations cartographiques du territoire : la carte de Cassini (XVIIIe siècle), la carte d'état-major (1820-1866) et les cartes ou photos aériennes de l'IGN pour la période actuelle (1950 à aujourd'hui).

### Habitat et logement
En 2020, le nombre total de logements dans la commune était de 1 494, alors qu'il était de 1 386 en 2015 et de 1 332 en 2010.
Parmi ces logements, 91,6 % étaient des résidences principales, 1,1 % des résidences secondaires et 7,3 % des logements vacants. Ces logements étaient pour 69,1 % d'entre eux des maisons individuelles et pour 29,1 % des appartements.
Le tableau ci-dessous présente la typologie des logements à Béthisy-Saint-Pierre en 2020 en comparaison avec celle de l'Oise et de la France entière. Une caractéristique marquante du parc de logements est ainsi la faible proportion des résidences secondaires et logements occasionnels (1,1 %) par rapport au département (2,4 %) et à la France entière (9,7 %).
| Typologie                                               | Béthisy-Saint-Pierre | Oise | France entière |
| ------------------------------------------------------- | -------------------- | ---- | -------------- |
| Résidences principales (en %)                           | 91,6                 | 90,5 | 82,1           |
| Résidences secondaires et logements occasionnels (en %) | 1,1                  | 2,4  | 9,7            |
| Logements vacants (en %)                                | 7,3                  | 7,1  | 8,2            |

### Voies de communication et transports
Le territoire communal est traversé par la Ligne d'Ormoy-Villers à Boves.
La commune est desservie, en 2023, par la ligne 105 du réseau TIC et par la ligne 13 du service AlloTIC. Elle est également desservie par les lignes 641 et 6441 du réseau interurbain de l'Oise.

## Toponymie
Le nom de la localité est attesté sous les formes Bestisiacum castrum (877) ; apud Bistisiacum (Xe) ; in Visteriaco (920) ; de Bistisiaco (vers 1050) ; cryptoe ad Betezy (1060) ; Bestisiacum castrum (1123) ; apud bistisiacum (1123-37) ; juxta Bestisiacum (1138) ; Betesi (1137) ; juxta Bestisi (1148) ; Paganus de Bistisiaco (1153) ; Bistisiacum ad Ottenettam (1156) ; Reginaldus de bestisi (1181) ; Bestisiacensis palatio (1189) ; Petrus de Bestisi (1192) ; Richardus castellanus de Bistisiaco (XIIe) ; Bestisiacum (vers 1200); Bestizy (1203) ; Rainaldus de Bestisiaco (1214) ; Renier de bestesi (1220) ; Renaldus de Bestisi (1217) ; de Bestisiaco (1218) ; Williermus de Bistiaco (vers 1220) ; de Bestesi (vers 1246) ; le gruiers de Bethisi (1234) ; Bestisi (1246) ; Robertus gruerius de Bestisiaco (1247) ; in montibus de Bestiziaci (1256) ; Betisy (1250) ; apud Bethisiacum (1311) ; venda Chesnaiae super Bestisiacum (XIIIe) ; Bestysi (1315) ; betisy sur autonne (vers 1380) ; de sigillo bestisiaci (1332) ; bethisi sur authonne (1376); Bethisiacum (1450) ; Jehannes medicus de bestiziaco (XIVe) ; Betisy en Valois (XIVe) ; Bethysy (1431) ; Bitisiacum (1520-1540). Durant la Révolution française, la commune porte le nom de Béthisy-la-Butte.
La paroisse Saint-Pierre de Béthisy doit son origine à une métairie, d'une ferme du fisc, qui dépendait encore du palais royal de Verberie au début du XIe siècle.

## Histoire
Louis Graves indiquait « Ce lieu était considéré comme la section la plus importante de la communauté qui réunissait sous la dénomination de Béthisy les deux paroisses de Saint-Pierre et de Saint-Martin. Il est probable cependant que Saint-Martin , placé sur le trajet d'une voie romaine, fut d'abord l'établissement principal, et Saint-Pierre une simple dépendance.
D'après les monumens écrits, Béthisy-Saint-Pierre fut une ferme du fisc dans le domaine royal jusqu'au dixième siècle, que Charles le simple, par une charte de 907, la donna, pour une partie du moins, à l'abbaye de Morienval 
La reine Constance, femme de Robert II, y fit bâtir, vers 1026, une forteresse dans l'intérêt de son deuxième fils, qu'elle n'avait pu faire couronner roi à la place d'Henri I , dont elle redoutait le ressentiment. Cette construction est signalée par les auteurs ecclésiastiques comme une usurpation sur l'abbaye de Saint-Crépin-le-grand , à laquelle Charles-le-chauve avait déjà donné les deux églises de Béthisy; ils prétendent même que les comtes de Vermandois, abbés séculiers de Saint-Crépin , et ravisseurs de quantité de ses possessions, firent de Saint-Pierre un lieu de plaisance qui vint ensuite dans la main des rois.
On transféra vers 1040, dans cette ,nouvelle résidence, le siége de la juridiction qui existait déjà pour Verberie, autre maison royale, et l'on en forma ce qu'on nomma la châtellenie de Béthisy-Verberie.
À la mort de Robert, arrivée au mois de juillet 1031 la reine Constance reprit le projet qu'elle avait conçu pour mettre son fils Robert sur le trône ; appuyée sur les places de Senlis , Sens, Béthisy, Coucy et autres, elle leva l'étendard de la révolte contre Henri I; mais ses partisans furent vaincus et obligés de se soumettre au nouveau roi, qui leur accorda son pardon. Dans le nombre se trouvait Richard, premier châtelain de Béthisy, auquel la bonté royale octroya des grâces particulières.
Richard acheva sous le règne d'Henri I la construction de la forteresse, et il y fonda une collégiale dont il sera question ci-après. Il se retira ensuite dans l'abbaye de Saint- Quentin-lès-Beauvais. Ses successeurs occupèrent un rang distingué à la cour.
Louis-le-gros affectionnait la résidence de Béthisy, qui lui servait de rendez-vous pour chasser dans la forêt de Cuise. Le comte de Vermandois y délivra en sa présence et en celle de la reine Adélaïde, dans l'année 1133, une charte en faveur de la nouvelle abbaye fondée à Ourscamp.
Le roi y passa quelque tems en 1137, à la suite d'une maladie dangereuse; il y reçut une députation des Aquitains, chargée de lui annoncer la mort de leur comte et ses dernières dispositions pour le mariage d'Éléonore sa fille unique avec le prince royal.
Le mariage de ce prince, devenu Louis VII, fut célébré avec pompe quelques mois après dans le palais de Béthisy.
En 1152 , le même roi étant en ce lieu, autorisa les religieux de Saint-Adrien à échanger certains revenus avec la maison royale de Cuise.
Il accorda plusieurs franchises aux habitans du pays, ce qui attira un grand nombre de familles étrangères. Il les releva notamment par une charte donnée à Compiègne en 1156, du droit de for-mariage, leur permettant en outre de choisir des femmes demeurant hors du bourg, extra castrum Bistisiacum, faveur alors très-considérable.
On connaît du même roi une autre charte datée de Béthisy en 1161, par laquelle il maintient aux religieuses de Saint-Jean-aux-Bois la jouissance de la dîme du pain qui sera consommé dans les châteaux de Béthisy, Verberie et Compiègne, lorsque la cour y séjournera.
Les cartulaires de Philippe-Auguste constatent de fréquens voyages de ce prince au château de Béthisy. Il y rendit en 1182 une charte concernant Saint-Frambourg de Senlis, une autre en faveur de Notre-Dame de Paris, une troisième accordant des privilèges et exemptions aux habitans de Chevrières;
En 1183, un diplôme confirmatif des biens et privilèges appartenant aux religieuses de Saint-Jean-aux-bois, et une charte concernant les serfs et hôtes de l'église de Soissons.
En 1184, Philippe d'Alsace, comte de Flandre, miit le siège devant la forteresse, qu'il tenta d'enlever par un assaut; mais les habitans ayant opposé une résistance vigoureuse, l'armée royale eut le teins d'avancer pour les délivrer, ce qui obligea l'ennemi à se retirer à travers la forêt de Compiègne. Le roi récompensa les habitans de leur fidélité, en leur donnant un droit exclusif d'usage dans le canton de la forêt appelé depuis les monts de Béthisy.
Philippe-Auguste était l'année suivante dans cette résidence, de laquelle il data les lettres concernant la fondation d'une chapelle au château de Choisy-au-Bac.
Il y délivra en 1189 des lettres concernant l'Hôtel-Dieu de Compiègne. Il y était encore en 1193. Il y reçut en 1200 une députation de l'Université de Paris, à laquelle il accorda des lettres de protection en faveur de ses écoliers. 
Le châtelain avait sous ses ordres cinq chevaliers. que le roi maintint, quoiqu'il supprimât ceux de plusieurs autres châteaux, à cause des services qu'ils avaient rendus en 1184. Ces chevaliers sont ainsi nommés dans le dénombrement présenté à Philippe-Auguste en 1214 : Roger de Verberie, Hugues de Béthisy, Philippe de Béthisy, Pierre (châtelain) de Béthisy , Jean fils du prévôt, Philippe de Nanteuil; ils prenaient rang entr'eux selon leur ancienneté.(...)
Après avoir brûlé Verberie et La Croix-Saint-Ouen, les Anglais vinrent assiéger, en 1359, le château de Béthisy; ils croyaient l'emporter aisément, mais il furent vigoureusement repoussés, poursuivis jusque vers Saintines , et ils ne purent regagner Creil qu'après avoir éprouvé une grande perte. Ils revinrent peu après en force pour tirer une vengeance éclatante de leur défaite. Le capitaine de la place marcha à leur rencontre, et ce fut alors qu'eut lieu, entre Verberie et Saint-Sauveur, le combat célèbre connu sous le nom de bataille du Champ-Dolent.
Cependant la forteresse de Béthisy éprouva bientôt les désastres de la guerre qui ravagea pendant ces tems déplorables toute la Picardie. Démantelée et tombant en ruines, elle fut comprise au nombre des places dont les lettres du dix avril 1431 ordonnèrent la démolition comme non tenables et devenues des repaires de voleurs et robeurs.
Celle-ci demeura à l'abandon jusqu'en l'année 1562, époque à laquelle la reine Catherine de Médicis reçut le Valois parmi les domaines qui lui furent donnés en douaire. Cette princesse fit réparer les fortifications avec le secours des habitans du lieu, pour leur assurer une.retraite dans les calamités publiques et pendant les troubles de religion qui commençaient à menacer le pays. Les officiers de l'élection de Crépy furent obligés de se réfugier, en 1592, dans la tour où ils n'arrivèrent qu'avec peine et à l'aide d'une compagnie de cuirassiers que le roi leur accorda pour escorte.
En 1618, Louis XIII averti par la résistance du château de Pierrefonds, donna le premier avril des ordres précis pour l'entière destruction dé la.tour de Béthisy. Les habitans représentèrent qu'ils avaient été contraints de la réparer à leurs frais, qu'ils s'étaient endettés pour compléter l'œuvre, et que cet asile si coûteux leur était indispensable dans les désordres publics. Le roi voulut être obéi , et ils n'obtinrent pas même l'autorisation de vendre les maériaux à leur profit. On démolit la plus grande partie du mur d'enceinte, et l'on fit à la tour de larges entailles qui la rendirent inhabitable à l'avenir.
Cependant, lors des troubles de 1648, on permit à la communauté de boucher ces entailles avec des murs de terre, ce qui donna à la place plus d'apparence que de solidité. Le prince de Condé vint camper dans la plaine du liazoy, vis-à-vis. Béthisy, où ses troupes commirent d'horribles brigandages.
Le domaine fut engagé avec celui de Verberie, en 1615 , par la reine Marguerite de Valois à Louis Fécan, écuyer, seigneur de Villers, auquel il fut retiré le quatorze avril 1625 par ordre de Louis XIII. On le transporta alors au baron de Raray dont les successeurs en ont joui jusqu'en t 720 , que le régent le fit rentrer dans les mains de l'état.
Enfin il fut aliéné en 1760, à titre de surcens, par te duc d'Orléans ».

Béthisy-Saint-Pierre au tout début du XXe siècle
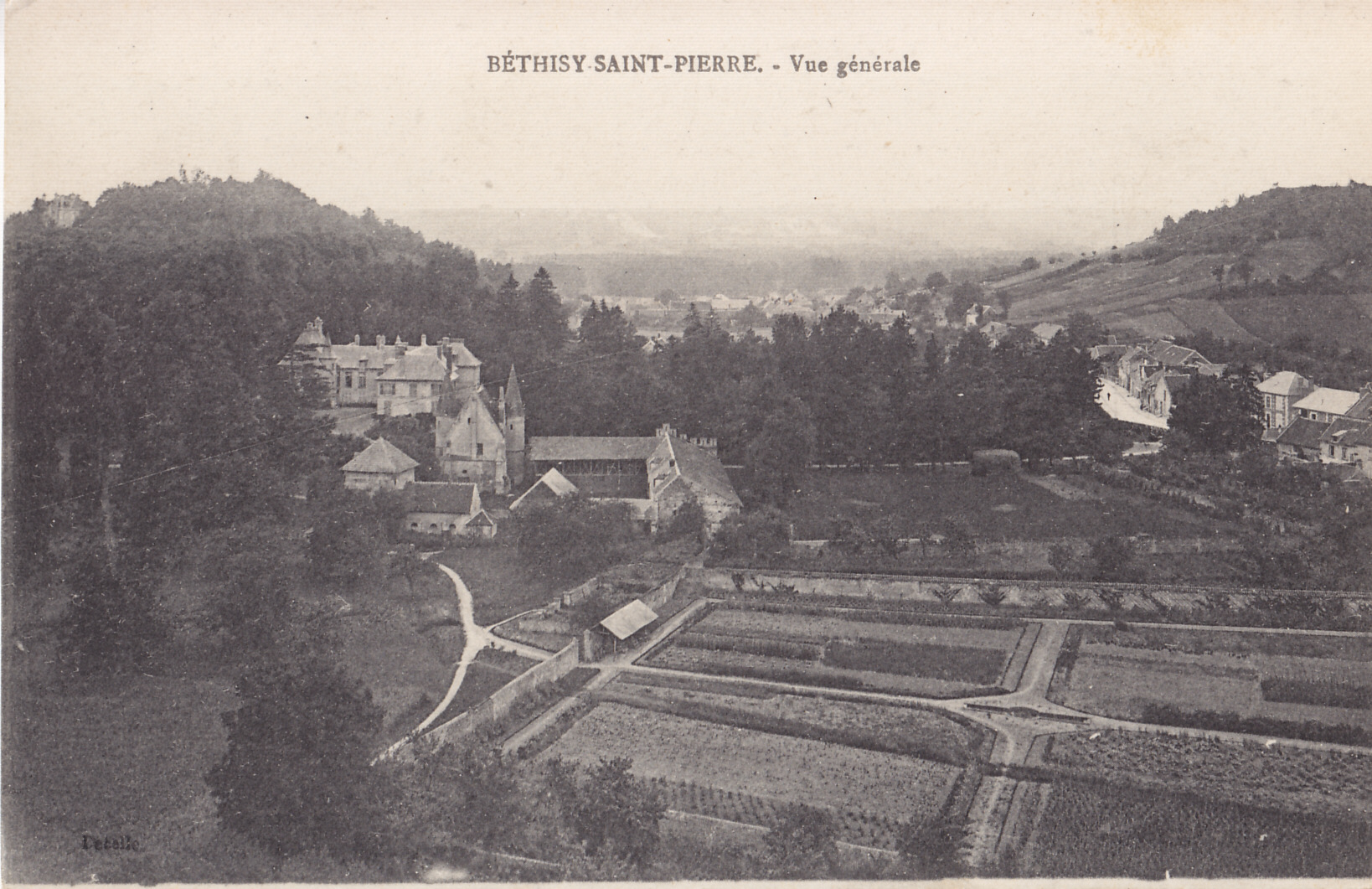
Vue générale.
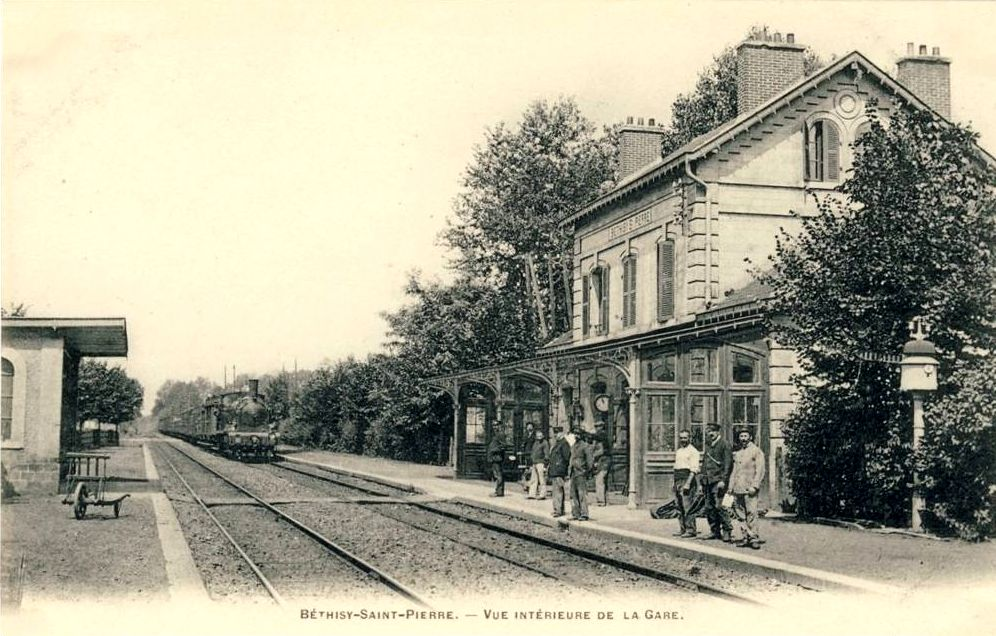
La gare.
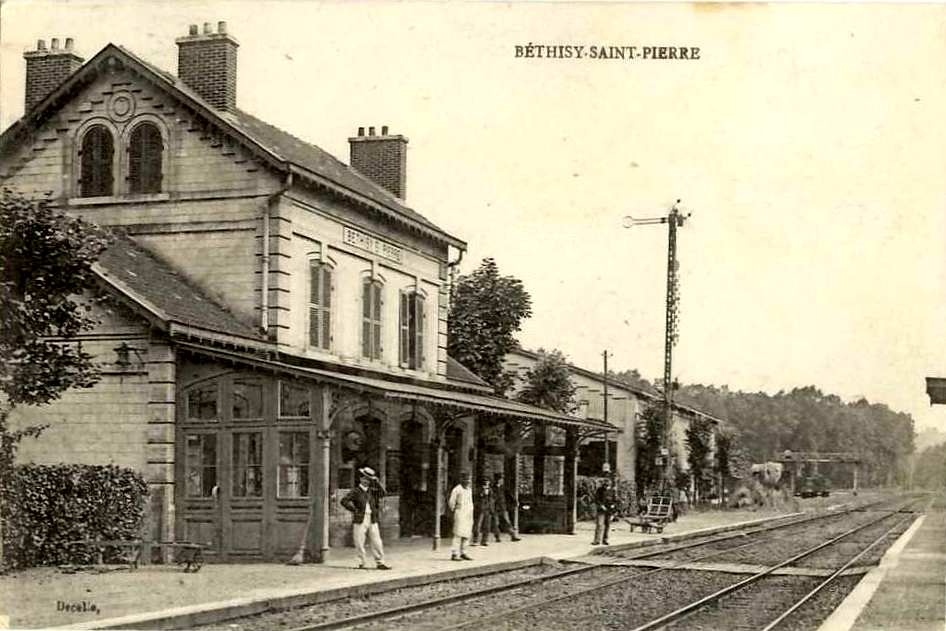
La gare.
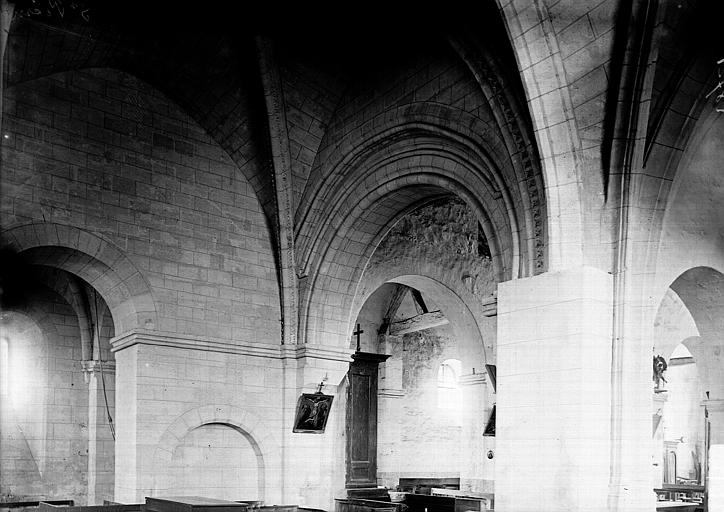
La nef de l'église.

## Politique et administration

### Rattachements administratifs et électoraux

#### Rattachements administratifs
La commune se trouve dans l'arrondissement de Senlis du département de l'Oise
Elle faisait partie depuis 1801 du canton de Crépy-en-Valois. Dans le cadre du redécoupage cantonal de 2014 en France, cette circonscription administrative territoriale a disparu, et le canton n'est plus qu'une circonscription électorale.

#### Rattachements électoraux
Pour les élections départementales, la commune fait partie depuis 2014 d'un nouveau  canton de Crépy-en-Valois dont la composition est remaniée
Pour l'élection des députés, elle fait partie de la cinquième circonscription de l'Oise.

### Intercommunalité
Béthisy-Saint-Pierre était membre de la petite communauté de communes de la Basse Automne, un établissement public de coopération intercommunale (EPCI) à fiscalité propre créé en 1998 et auquel la commune avait transféré un certain nombre de ses compétences, dans les conditions déterminées par le code général des collectivités territoriales.
Dans le cadre des dispositions de la loi portant nouvelle organisation territoriale de la République du 7 août 2015, qui prévoit que les établissements publics de coopération intercommunale (EPCI) à fiscalité propre doivent avoir un minimum de 15 000 habitants, cette intercommunalité a fusionné avec sa voisine pour former, le 1er janvier 2017, la communauté d'agglomération dénommée Agglomération de la Région de Compiègne et de la Basse Automne, dont est désormais membre la commune,

### Tendances politiques et résultats
Au premier tour des élections municipales de 2014 dans l'Oise, la liste SE menée par Serge Czerniejewicz obtient la majorité absolue des suffrages exprimés, avec 641 voix (52,15 %, 18 conseillers municipaux élus, dont 7 communautaires, devançant très largement celles menées respectivement par : 

- Jean-Marie Lavoisier (SE, 444 voix, 36,12 %, 4 conseillers municipaux élus dont 2 communautaires) ;

- Patricia Tribouillois 	(FG, 144 voix, 11,71 %, 1 conseiller municipal élu).

Lors de ce scrutin, 40 % des électeurs se sont abstenus.
Lors du second tour des élections municipales de 2020 dans l'Oise, la liste menée par Jean-Marie Lavoisier obtient la makprité des suffrages exprimés, avec 459 voix (45,26 %, 17 conseillers municipaux élus dont 1 communautaire), devançant largement les listes menées respectivement par : 

- Jean-Luc Bachelart 	(353 voix, 34,81 %, 4 conseillers municipaux élus) ;

- Stéphanie Weinmann (202 voix, 19,92 %, 2 conseillers municipaux élus).

Lors de ce scrutin marqué par la pandémie de Covid-19 en France, 53,28 % des électeurs se sont abstenus.

### Liste des maires
| Période                                  | Période                        | Identité                          | Étiquette | Qualité                                                                        |
| ---------------------------------------- | ------------------------------ | --------------------------------- | --------- | ------------------------------------------------------------------------------ |
| 1791                                     | 1793                           | Étienne, Thomas Esmery            |           | Cultivateur et filassier                                                       |
| 1793                                     | An 3                           | ean-Baptiste, Michel Leclerc      |           | Cultivateur et chanvrier                                                       |
| An 3                                     | An 4                           | Antoine Lesueur                   |           | Chanvrier                                                                      |
| An 4                                     | An 6                           | Étienne, Thomas Esmery            |           | Cultivateur et filassier                                                       |
| An 6                                     | 1817                           | Louis Nazart                      |           | Cultivateur et filassier                                                       |
| 1832                                     | 1837                           | Barthélémy Hémant                 |           | Propriétaire                                                                   |
| 1837                                     | 1844                           | Étienne Crépin Esmery             |           | Cultivateur et filassier                                                       |
| 1844                                     | 1847                           | Louis Ferdinand Meignen           |           | Cultivateur et filassier                                                       |
| 1847                                     | 1847                           | Jean-Louis Rieul Gressier         |           | Épicier                                                                        |
| 1847                                     | 1848                           | Étienne François Esmery Florentin |           | Chanvrier                                                                      |
| 1848                                     | 1850                           | Étienne François Choron           |           | Cultivateur et chanvrier                                                       |
| 1850                                     | 1850                           | Louis Isidore Duval               |           | Notaire                                                                        |
| 1850                                     | 1851                           | Jean-Baptiste Caron               |           | Cultivateur et filassier                                                       |
| 1851                                     | 1852                           | Louis Denis Ducottret             |           | Charron                                                                        |
| 1852                                     | 1852                           | Louis René de Lavaulx             |           | Propriétaire                                                                   |
| 1852                                     | 1858                           | Louis IsidoreDuval                |           | Notaire                                                                        |
| 1858                                     | 1865                           | Jean-Baptiste Caron               |           | Cultivateur et filassier                                                       |
| 1865                                     | 1871                           | Fiacre Léopold Esmery             |           | Cultivateur et chanvrier                                                       |
| 1871                                     |                                | Charles Jules Grison              |           | Notaire                                                                        |
| avant 1878                               |                                | Louis Félix Joseph Périer         |           |                                                                                |
| avant 1885                               |                                | Sylvestre Cyrille Hardy           |           | Épicier                                                                        |
| Les données manquantes sont à compléter. |                                |                                   |           |                                                                                |
|                                          |                                | Maurice Chopinet,                 | SFIO      | Docteur en médecine, fils du député Gustave Chopinet, maire de Crépy-en-Valois |
| mars 1996                                | mars 2001                      | Jean Goujard                      |           | Médecin                                                                        |
| mars 2001                                | mars 2008                      | Pierre Janiak                     | PS        | Retraité, ancien premier adjoint                                               |
| mars 2008                                | 2014                           | Jacques May                       | SE        | Retraité Poclain Vice-président de la CC de la Basse Automne (2008 → 2014)     |
| mars 2014                                | juillet 2020                   | Serge Czerniejewicz               | SE        | Professeur de lycée Vice-président de la CC de la Basse Automne (2014 → 2017)  |
| juillet 2020                             | En cours (au 10 novembre 2021) | Jean-Marie Lavoisier              | SE        | Directeur général d'une communauté de communes retraité                        |

## Équipements et services publics

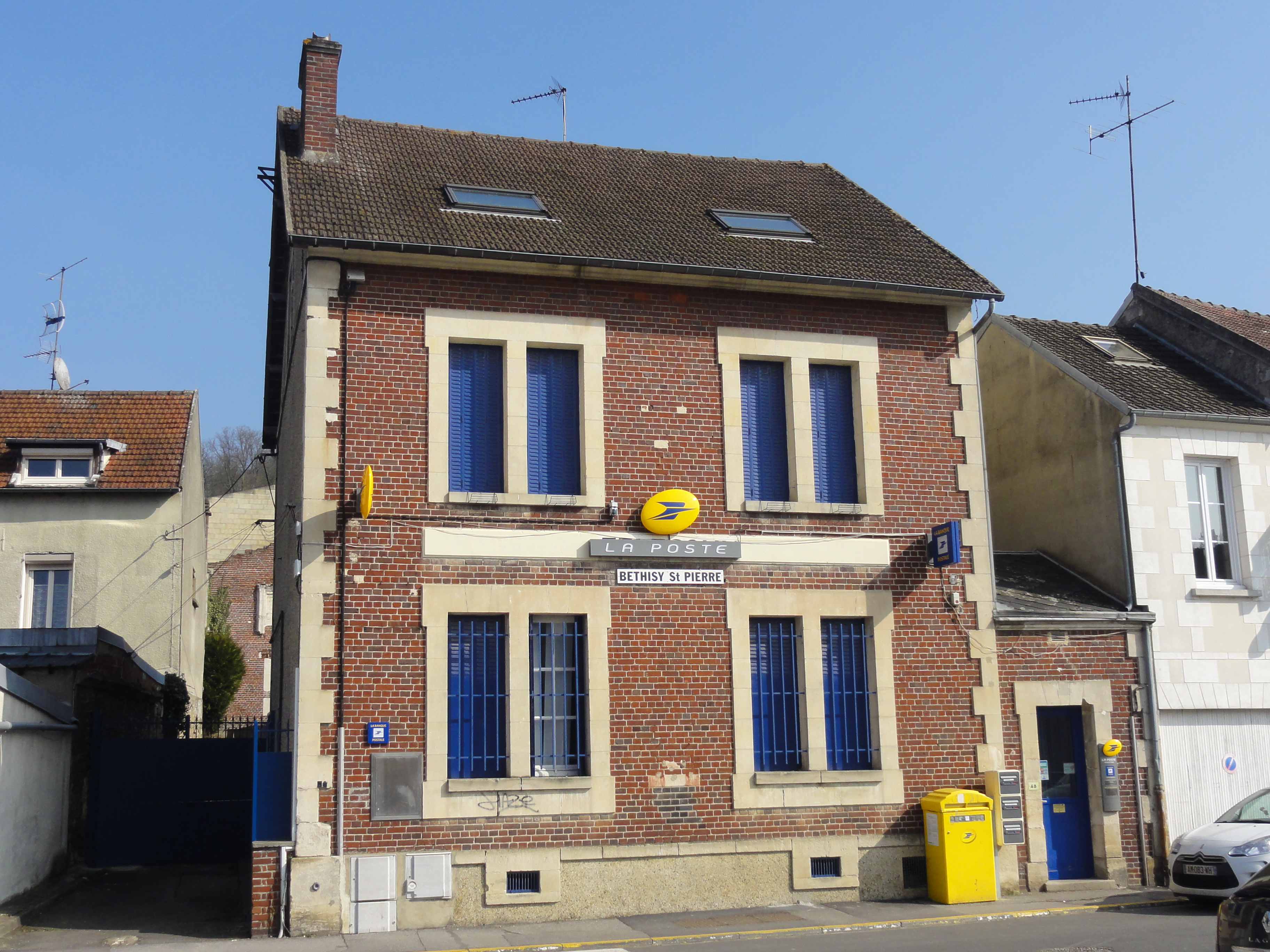
Le bureau de poste.

### Espaces publics
En 2020, le maire a lancé une concertation auprès des habitants sur la coupure de l'éclairage public en pleine nuit à compter du 1er janvier 2021. Sur les 280 réponses, 80 % y sont favorables 20 % y sont opposés.

### Enseignement
En 2018, deux écoles de Béthisy-Saint-Martin ont fusionné afin d'éviter de perdre un poste dans un contexte de baisse des effectifs d'écoliers, afin d'éviter la perte d'une classe, ce qui a formé le groupe scolaire des Maronniers,. La commune compte également l'école maternelle du Paradis
L'éducation nationale souhaite le regroupement des écoles avec celle de Béthisy-Saint-Martin,.

### Culture
La commune dispose d'une bibliothèque municipale installée dans le château de la Douye, qui relaye les activités de la Médiathèque départementale de l'Oise (MDO),.

### Santé et solidarité
Afin d'améliorer l'attractivité de la commune, la municipalité a décidé en 2013 de racheter les locaux du cabinet médical préexistant.
L'Épicerie solidaire de la Vallée de l'Automne a ses locaux implantés depuis 2021 dans l'ancienne école du Bas-Cône de Béthisy-Saint-Pierre,.

### Équipements sportifs
Béthisy-Saint-Pierre dispose de deux stades de football, dont l'un, rue Lefèvre-Lesueur, est propriété de l'association paroissiale. Ses installations étant vêtustes, la municipalité souhaite le remplacer par un terrain en gazon synthétique sur le stade Maurice-Leroy qui prendrait la place du terrain d'honneur actuel. Ses vestiaires et sanitaires, club-house et locaux techniques doivent aussi être refaits, à l'horizon 2023. Elle dispose également d'un city-stade.

### Justice, sécurité, secours et défense
En 2020, les communes de Béthisy-Saint-Pierre, Béthisy-Saint-Martin, Néry et Saintines ont décidé de se doter d'un service de police municipale intercommunal afin de lutter contre les incivilités.

## Population et société

### Démographie

#### Évolution démographique
L'évolution du nombre d'habitants est connue à travers les recensements de la population effectués dans la commune depuis 1793. Pour les communes de moins de 10 000 habitants, une enquête de recensement portant sur toute la population est réalisée tous les cinq ans, les populations de référence des années intermédiaires étant quant à elles estimées par interpolation ou extrapolation. Pour la commune, le premier recensement exhaustif entrant dans le cadre du nouveau dispositif a été réalisé en 2005.

En 2022, la commune comptait 3 133 habitants, en évolution de +0,64 % par rapport à 2016 (Oise : +0,87 %, France hors Mayotte : +2,11 %).
| 1793 | 1800 | 1806  | 1821  | 1831  | 1836  | 1841  | 1846  | 1851  |
| ---- | ---- | ----- | ----- | ----- | ----- | ----- | ----- | ----- |
| 827  | 789  | 1 057 | 1 237 | 1 561 | 1 589 | 1 646 | 1 633 | 1 548 |

| 1856  | 1861  | 1866  | 1872  | 1876  | 1881  | 1886  | 1891  | 1896  |
| ----- | ----- | ----- | ----- | ----- | ----- | ----- | ----- | ----- |
| 1 523 | 1 604 | 1 637 | 1 587 | 1 629 | 1 691 | 1 758 | 1 692 | 1 836 |

| 1901  | 1906  | 1911  | 1921  | 1926  | 1931  | 1936  | 1946  | 1954  |
| ----- | ----- | ----- | ----- | ----- | ----- | ----- | ----- | ----- |
| 1 810 | 1 810 | 1 920 | 1 831 | 1 899 | 1 935 | 1 839 | 1 759 | 1 891 |

| 1962  | 1968  | 1975  | 1982  | 1990  | 1999  | 2005  | 2006  | 2010  |
| ----- | ----- | ----- | ----- | ----- | ----- | ----- | ----- | ----- |
| 1 994 | 2 263 | 2 818 | 3 034 | 3 140 | 3 135 | 3 136 | 3 128 | 3 287 |

| 2015  | 2020  | 2022  | - | - | - | - | - | - |
| ----- | ----- | ----- | - | - | - | - | - | - |
| 3 120 | 3 154 | 3 133 | - | - | - | - | - | - |

#### Pyramide des âges
La population de la commune est relativement jeune.
En 2018, le taux de personnes d'un âge inférieur à 30 ans s'élève à 36,1 %, soit en dessous de la moyenne départementale (37,3 %). À l'inverse, le taux de personnes d'âge supérieur à 60 ans est de 23,9 % la même année, alors qu'il est de 22,8 % au niveau départemental.
En 2018, la commune comptait 1 488 hommes pour 1 575 femmes, soit un taux de 51,42 % de femmes, légèrement supérieur au taux départemental (51,11 %).
Les pyramides des âges de la commune et du département s'établissent comme suit.
| Hommes | Classe d’âge | Femmes |
| ------ | ------------ | ------ |
| 0,3    | 90 ou +      | 1,4    |
| 5,5    | 75-89 ans    | 6,2    |
| 16,8   | 60-74 ans    | 17,4   |
| 19,9   | 45-59 ans    | 18,9   |
| 20,3   | 30-44 ans    | 20,7   |
| 16,4   | 15-29 ans    | 16,0   |
| 20,7   | 0-14 ans     | 19,2   |

| Hommes | Classe d’âge | Femmes |
| ------ | ------------ | ------ |
| 0,5    | 90 ou +      | 1,4    |
| 5,5    | 75-89 ans    | 7,6    |
| 15,6   | 60-74 ans    | 16,3   |
| 20,8   | 45-59 ans    | 20     |
| 19,4   | 30-44 ans    | 19,4   |
| 17,6   | 15-29 ans    | 16,2   |
| 20,6   | 0-14 ans     | 19,1   |

### Sports et loisirs
La compagnie d'Arc a été constituée en 2013 par la fusion de la compagnie de de Béthisy-Saint-Pierre, créée en 1731 et de Béthisy-Saint-Martin, créée au moins depuis 1863. La compagnie joue en 2019 au niveau Bouquet provincial et ambitionne de pafrticiper au championnat de France Beursault à Pontoise.

## Culture locale et patrimoine

### Lieux et monuments
Béthisy-Saint-Pierre, ville royale depuis le XIVe siècle, compte quatre monuments historiques sur son territoire :
- Église Saint-Pierre, rue Jean-Jaurès  Classé MH (1913, 2016)[50], à l'exception des parties déjà classées en 1913[51]) : 
orientée irrégulièrement nord-ouest - sud-est, l'église Saint-Pierre est un édifice très composite et d'un plan complexe, issu d'agrandissements successifs. La nef proprement dite compte six travées, presque entièrement reconstruites au XIXe siècle, ce qui a motivé son exclusion de son classement en 1913. Elle conserve toutefois des éléments du second quart du XIIe siècle et appartient à l'architecture romane. 
Le clocher de style gothique flamboyant haut de 48 m date de 1520 et semble être l'œuvre du même architecte que celui de l'église Notre-Dame de Taillefontaine. Sa flèche octogonale est cantonnée de quatre pinacles reliés entre eux par des balustrades, et les contreforts d'angle sont ornés de pinacles plaqués et agrémentés de niches à statues au niveau du rez-de-chaussée. 
Si le clocher représente extérieurement l'élément le plus remarquable de l'église, les bas-côtés qui accompagnent la nef des deux côtés sont eux aussi d'un grand intérêt archéologique : ils possèdent en effet des voûtes sur croisées d'ogives très bombées antérieures au milieu du XIIe siècle, soit la période quand ce type de voûtement fait tout juste son apparition. Les murs extérieurs des bas-côtés ayant été lourdement restaurés, surtout au sud, l'âge réel de ces parties ne se remarque pas d'emblée. 
Le chœur de trois travées est un peu plus récent que les bas-côtés et date du troisième quart du XIIe siècle. Curieusement, il est recouvert d'une voûte en berceau brisé, et l'abside en hémicycle est voûtée en cul-de-four, ce qui constitue des anachronismes. La première travée du chœur a été dotée ultérieurement d'une voûte d'ogives ; peut-être s'agit-il de l'ancienne croisée du transept. La sculpture des chapiteaux du chœur est d'un bon niveau.
 Autour de l'an 1200, deux chapelles sont ajoutées au sud et au nord du chœur. La chapelle du sud utilisée comme sacristie se termine par un chevet à pans coupés ; celle au nord par un chevet plat et possède un étage accessible depuis la Chambrerie voisine, à laquelle elle doit être associée. L'ensemble chœur et chapelles se trouve dans un état très dégradé. 
Au moment de la construction des chapelles, la nef a été allongée d'une travée à l'ouest, et a reçu à cette occasion un beau portail flanqué de colonnettes. Ccentes e portail n'est plus visible depuis l'extérieur : un vaste porche, s'apparentant plutôt à un narthex et servant de salle de catéchisme, a été ajoutée à l'ouest de la nef au XIVe siècle. Ce porche est aujourd'hui désaffecté, l'entrée se faisant par le portail moderne du bas-côté sud. 
Le chœur et la chapelle latérale sud ne sont pas non plus visibles depuis le domaine public, sauf en prenant beaucoup de recul : devant les deux dernières travées du bas-côté sud et la première travée de la chapelle, une autre chapelle de trois travées a été bâtie au moment de l'édification du clocher. Cette chapelle flamboyante présente trois pignons côté sud, et chaque travée est ainsi couverte d'un toit en bâtière indépendant[52],[53].

L'église Saint-Pierre
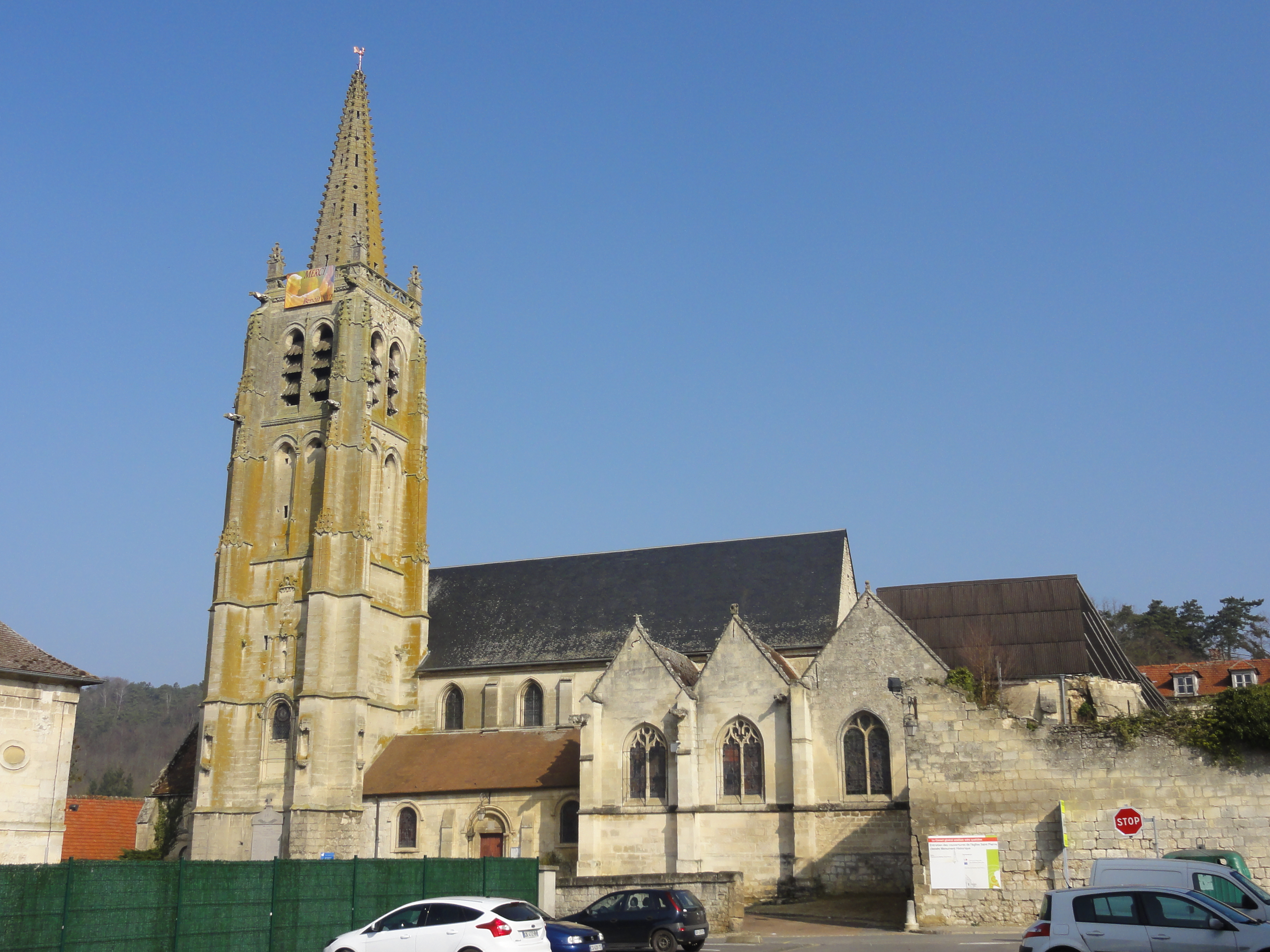
Vue depuis le sud.
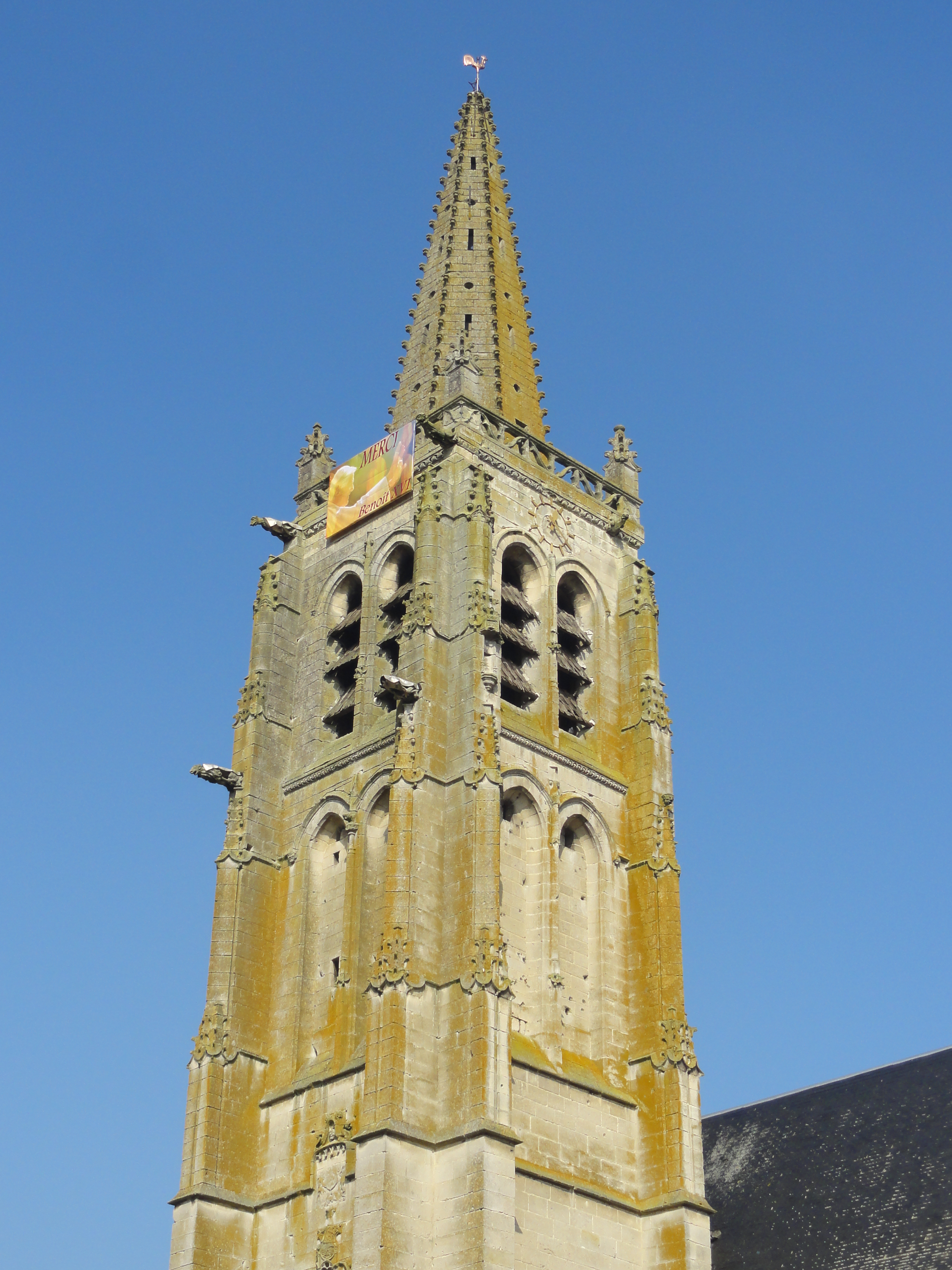
Clocher
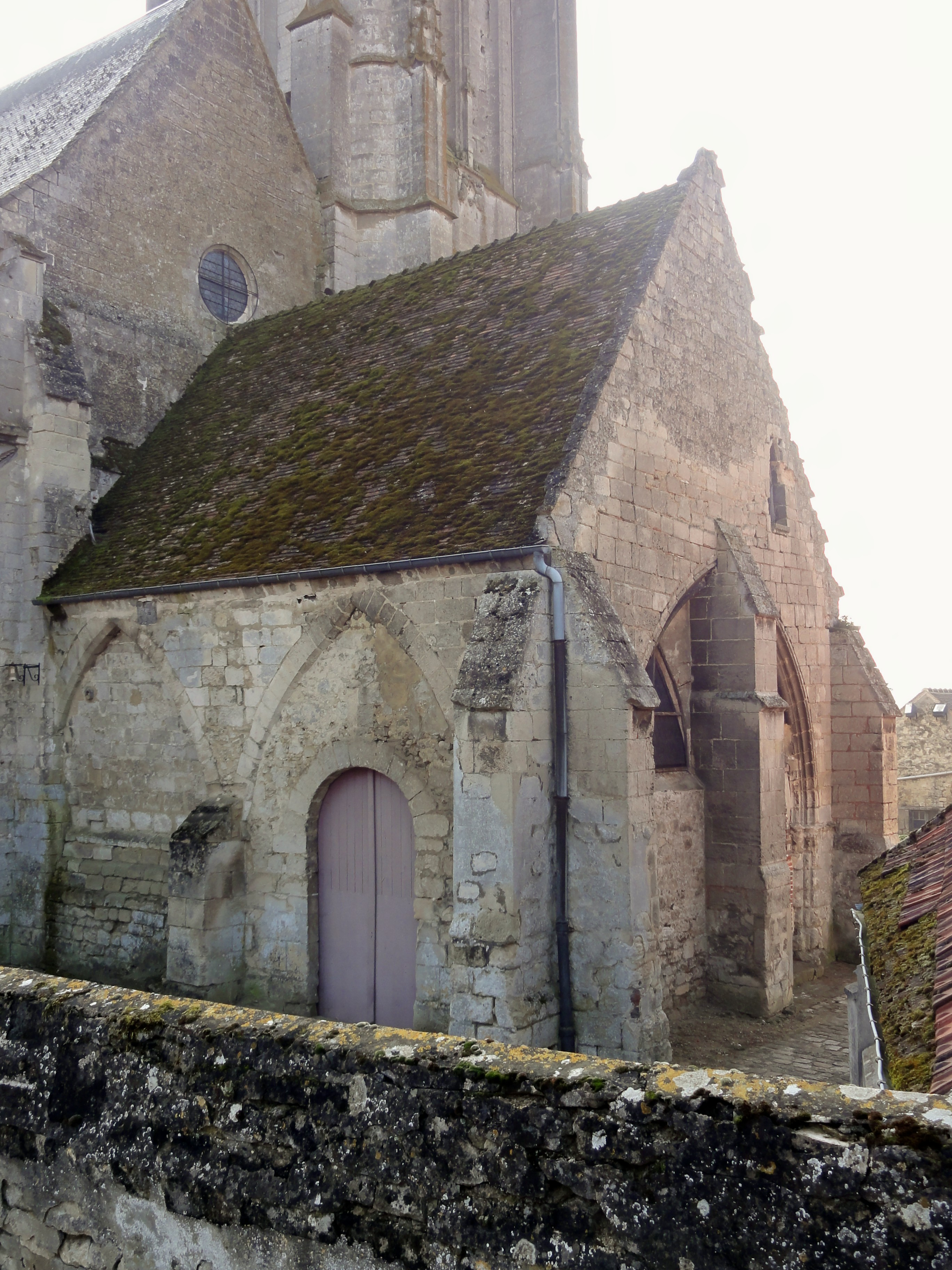
Narthex inutilisé
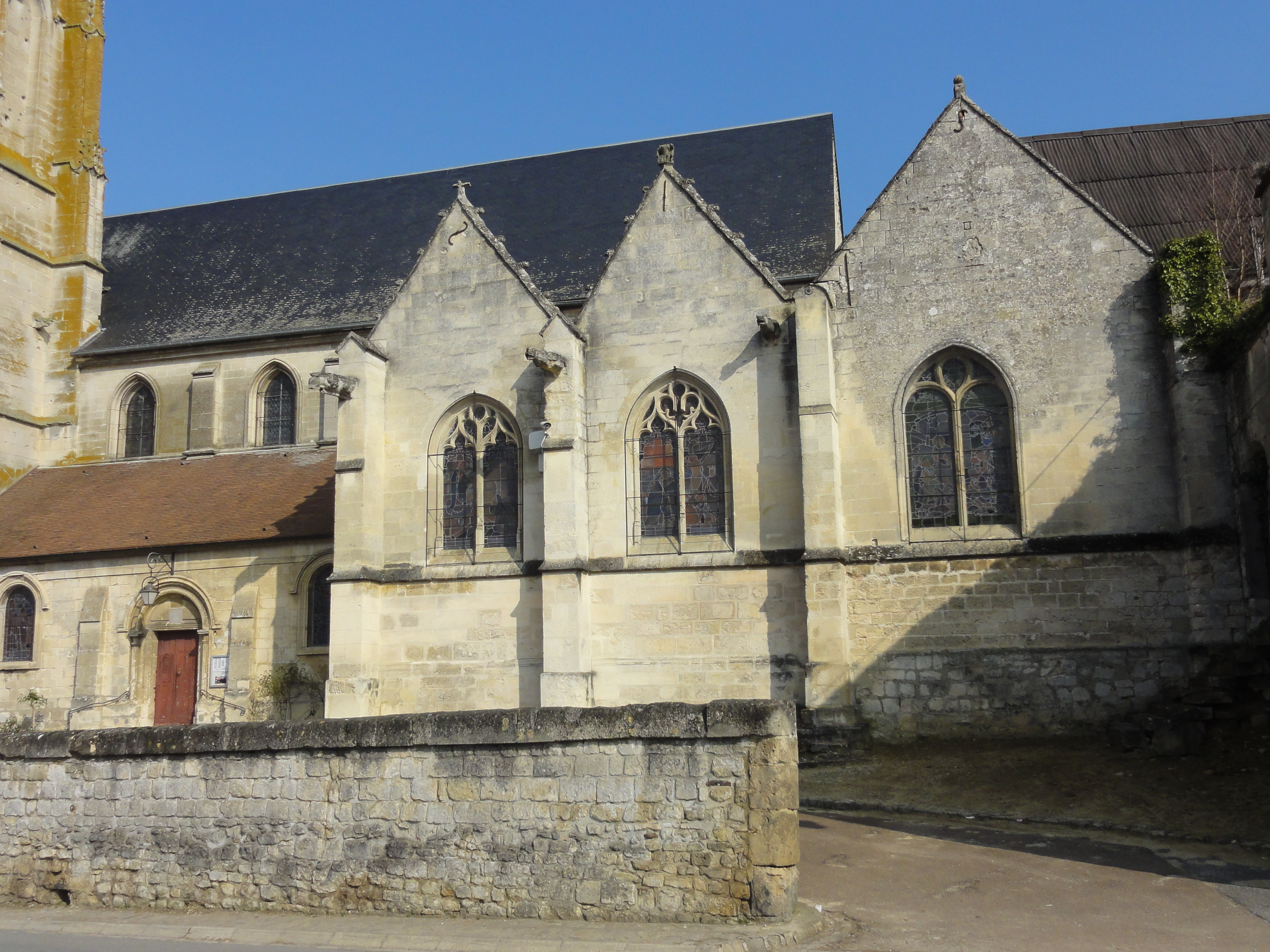
Chapelles latérales
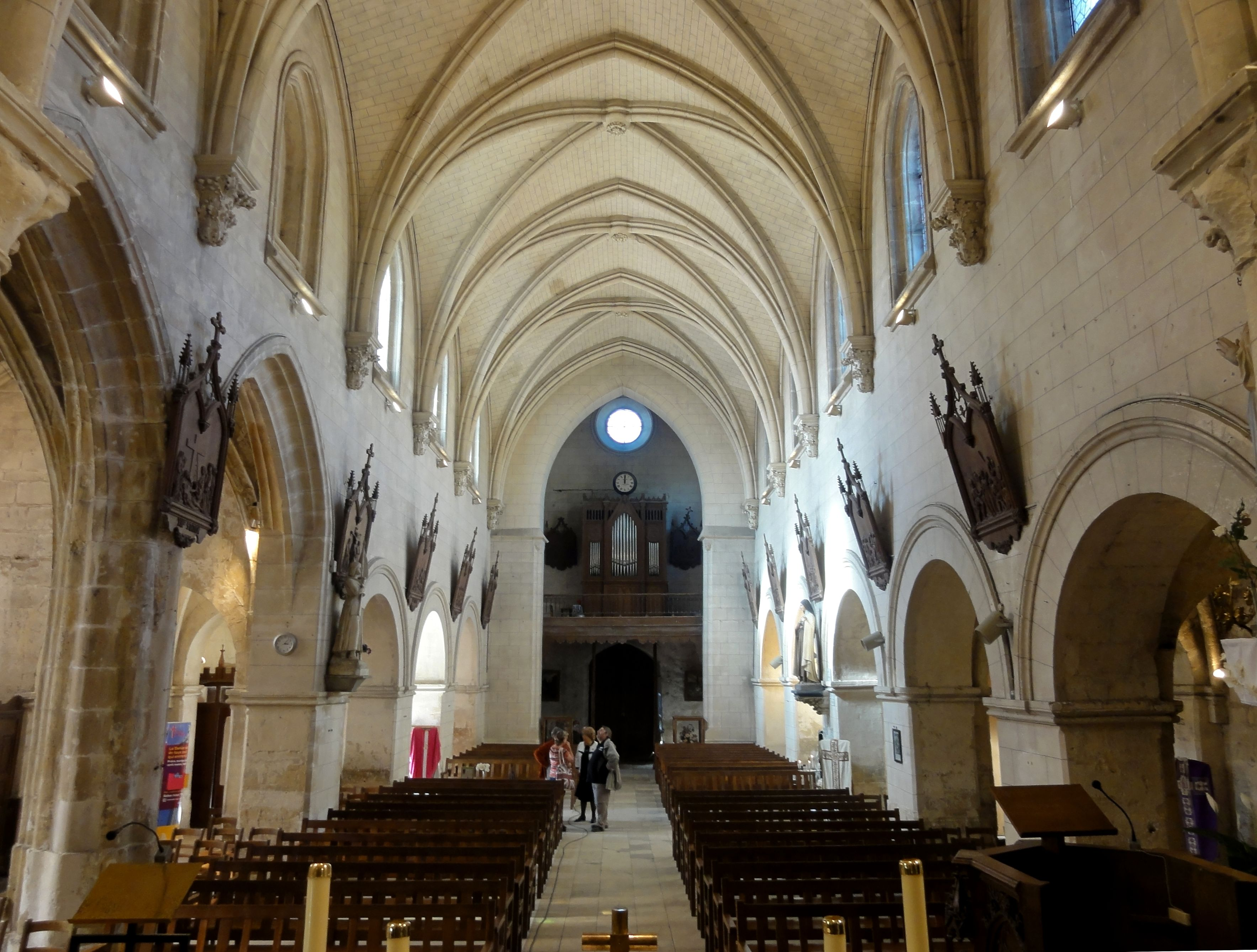
La nef, vue vers l'ouest.
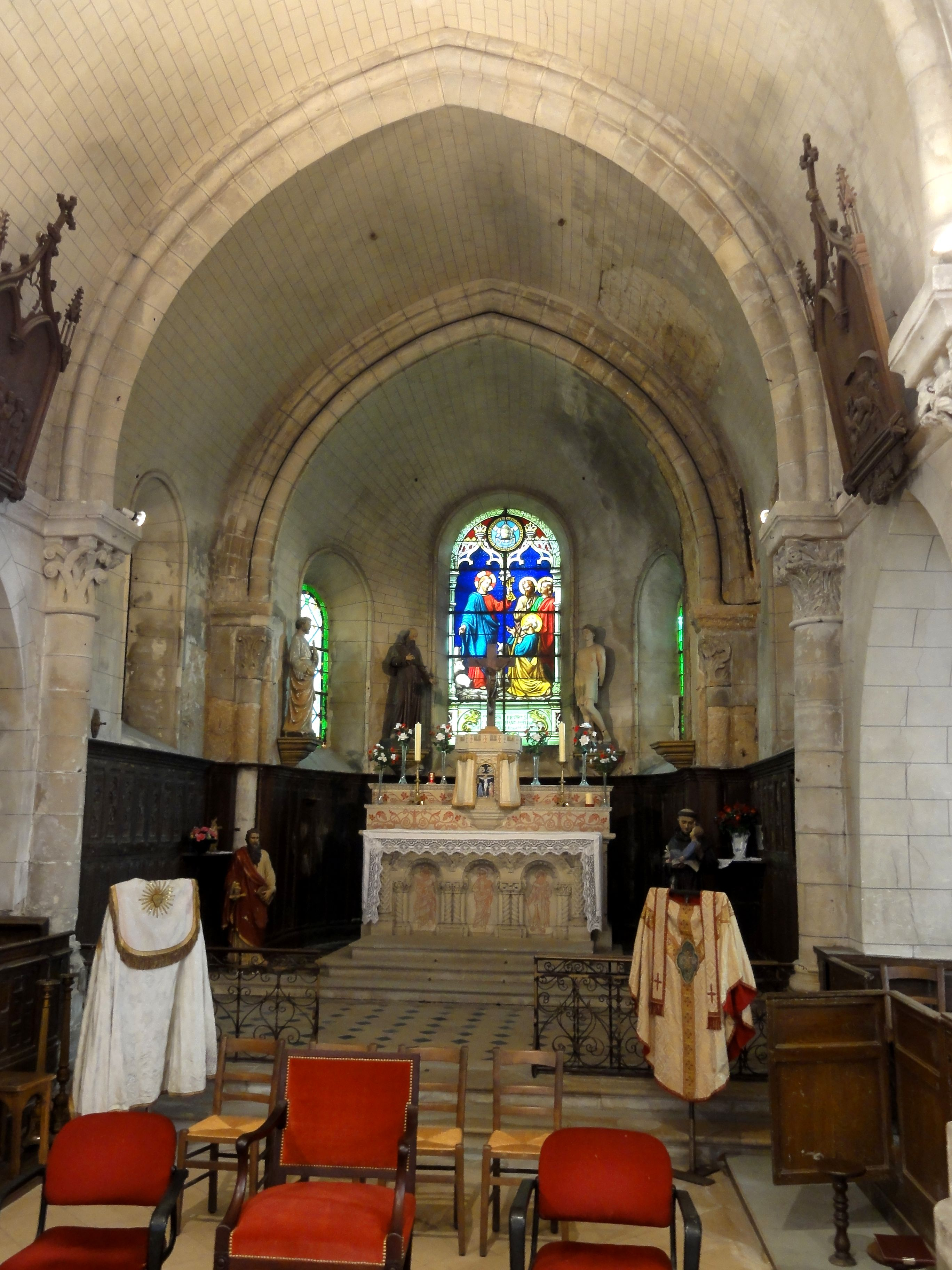
Le choeur

- Chambrerie de Béthisy-Saint-Pierre  Inscrit MH (1998)[54]
- Château de la Douye  Inscrit MH (1949)[55], propriété communale depuis les années 1970, il est utilisé par le périscolaire, la cantine et la bibliothèque de la commune. Il a accueilli des orphelines de Paris au sein de l'association Oasis, après avoir été, dans les années 1920, un  noviciat des Sœurs missionnaires du Saint-Esprit.
Le plus ancien bâtiment présent dans l'enceinte du château est une partie du Grand Hôtel bâti par le roi Jean II le Bon en 1344 et partiellement détruit lors de la Guerre de Cent Ans. 
Les constructions actuelles sont plus récentes et constituent un manoir composite, formé de deux bâtiments en équerre : l'un très simple, du XVIe siècle ; l'autre contenant la chapelle dont la fenêtre à remplage flamboyant (armature taillée d'une baie) conserve des vitraux. À l'intersection, une tourelle d'escalier du XVe siècle[56].

Le château de la Douye
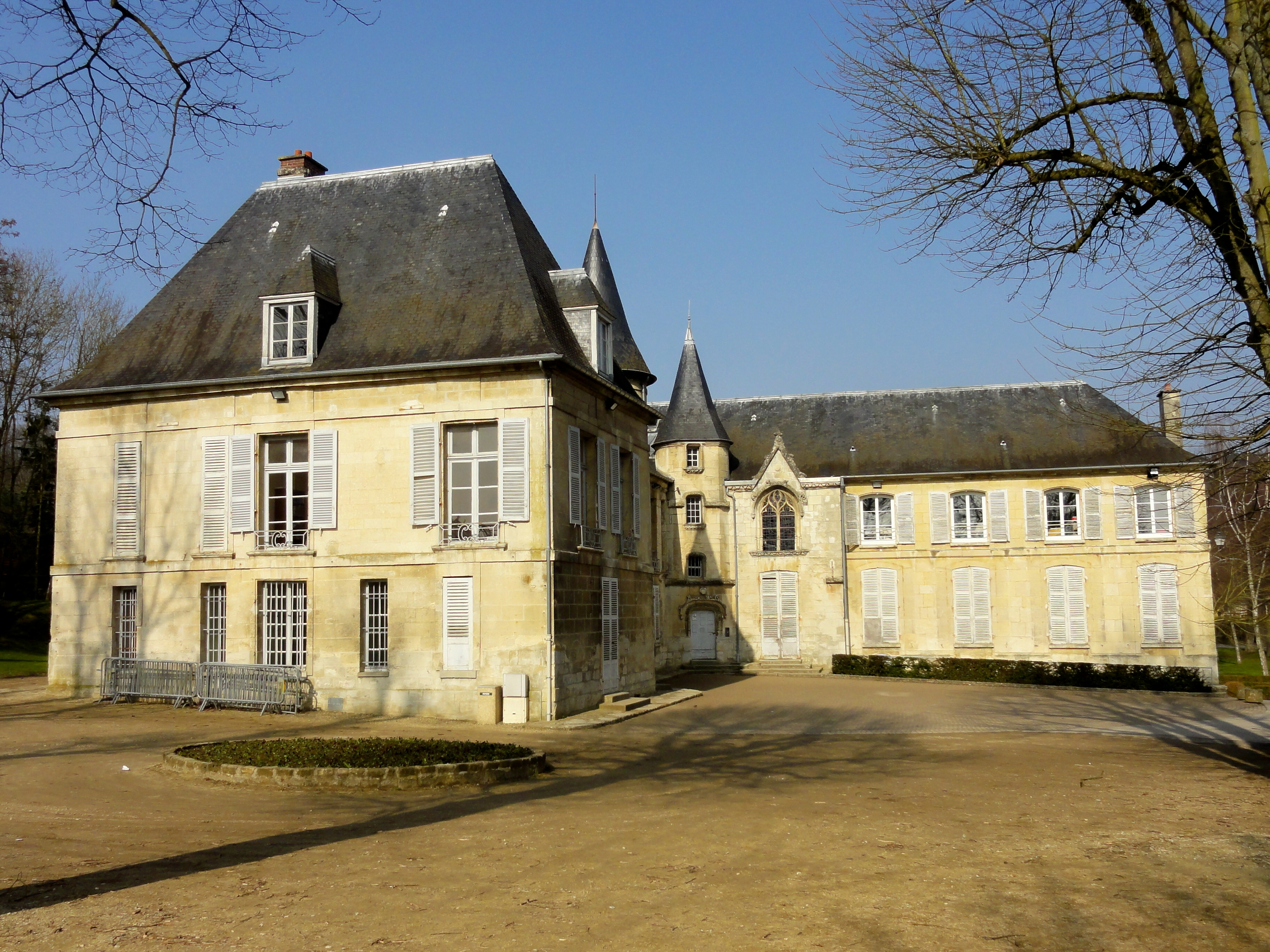
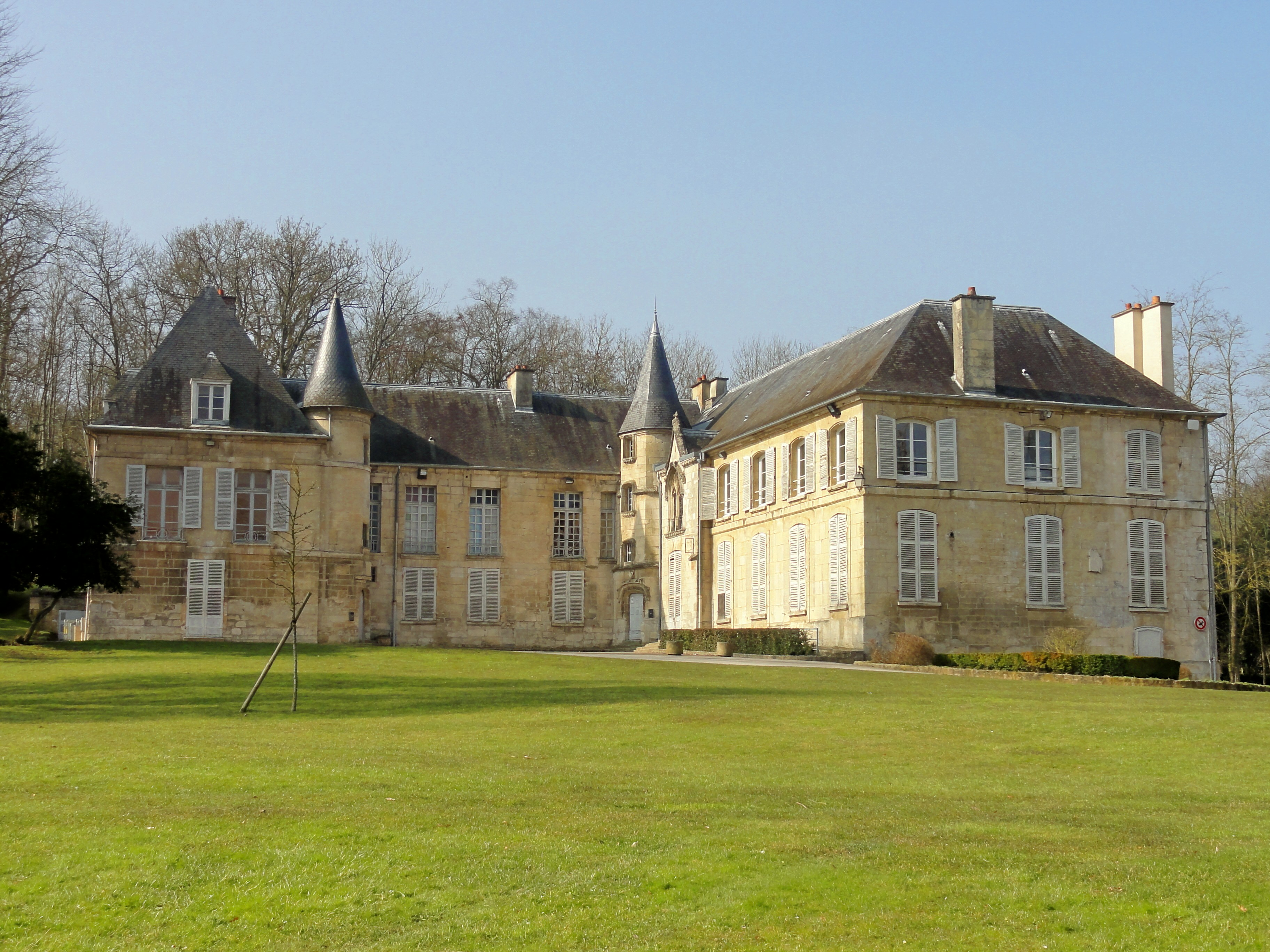
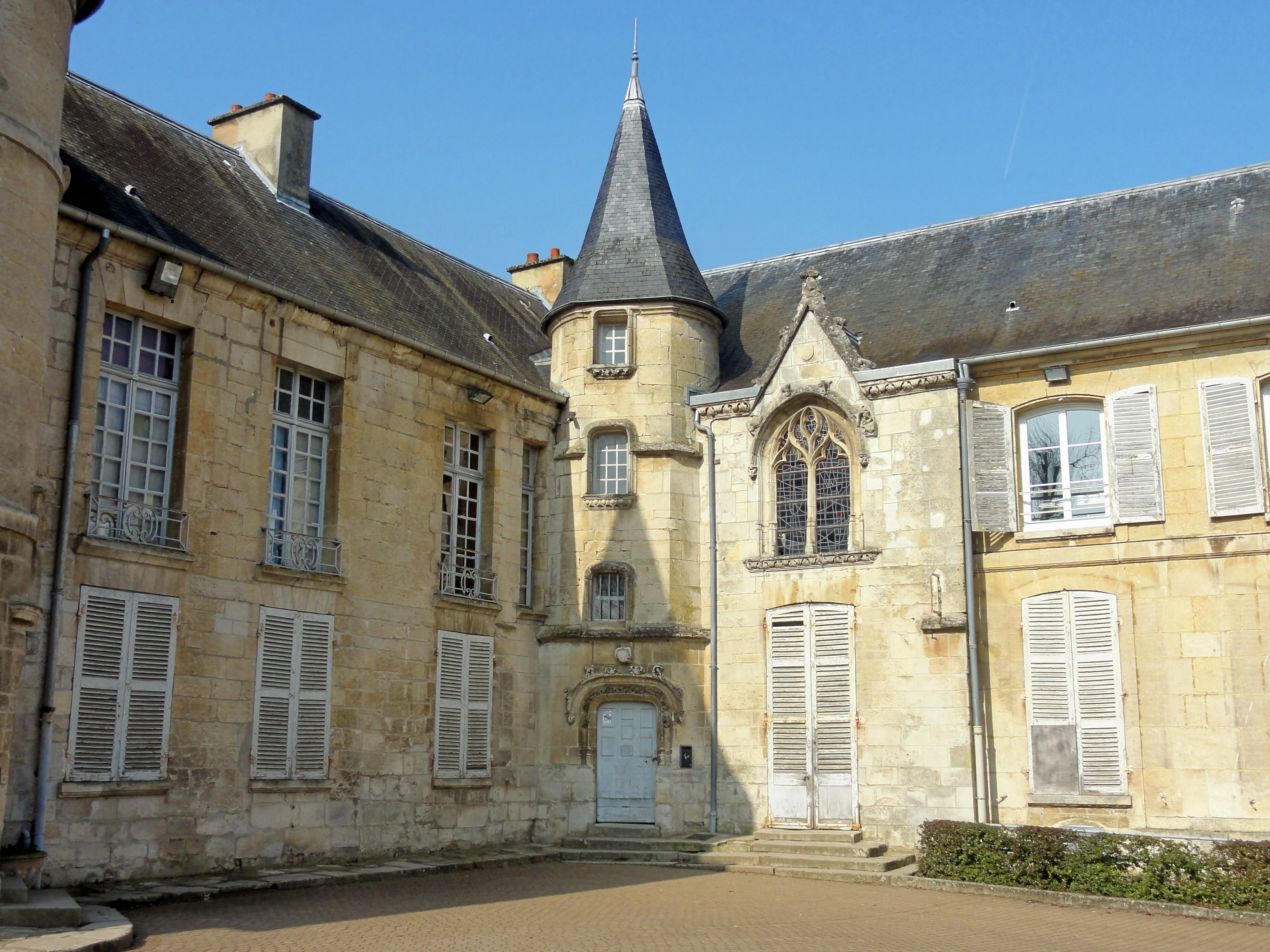

- Château du roi Jean  Inscrit MH (1949)[55]

Le château du Roi Jean
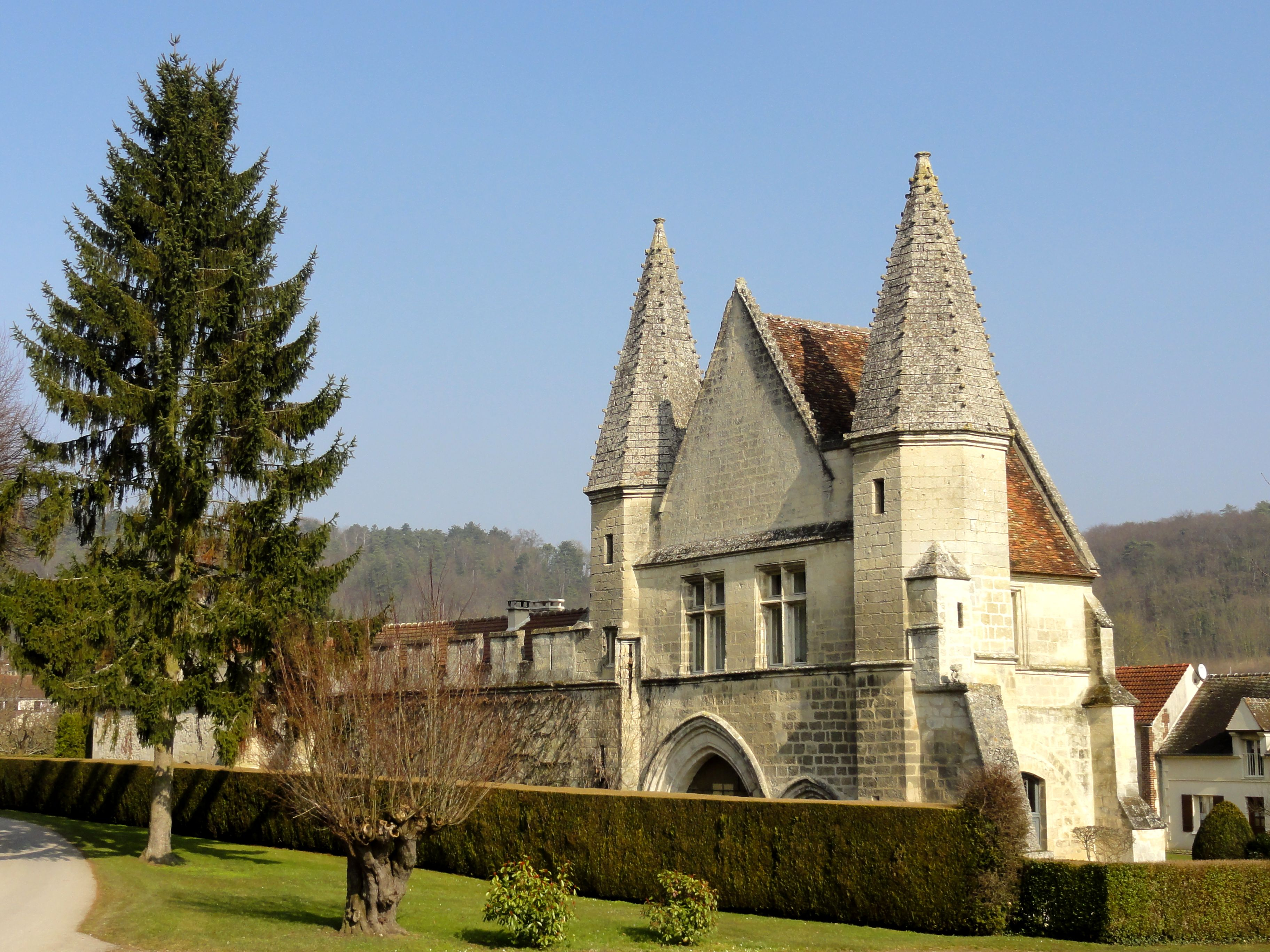
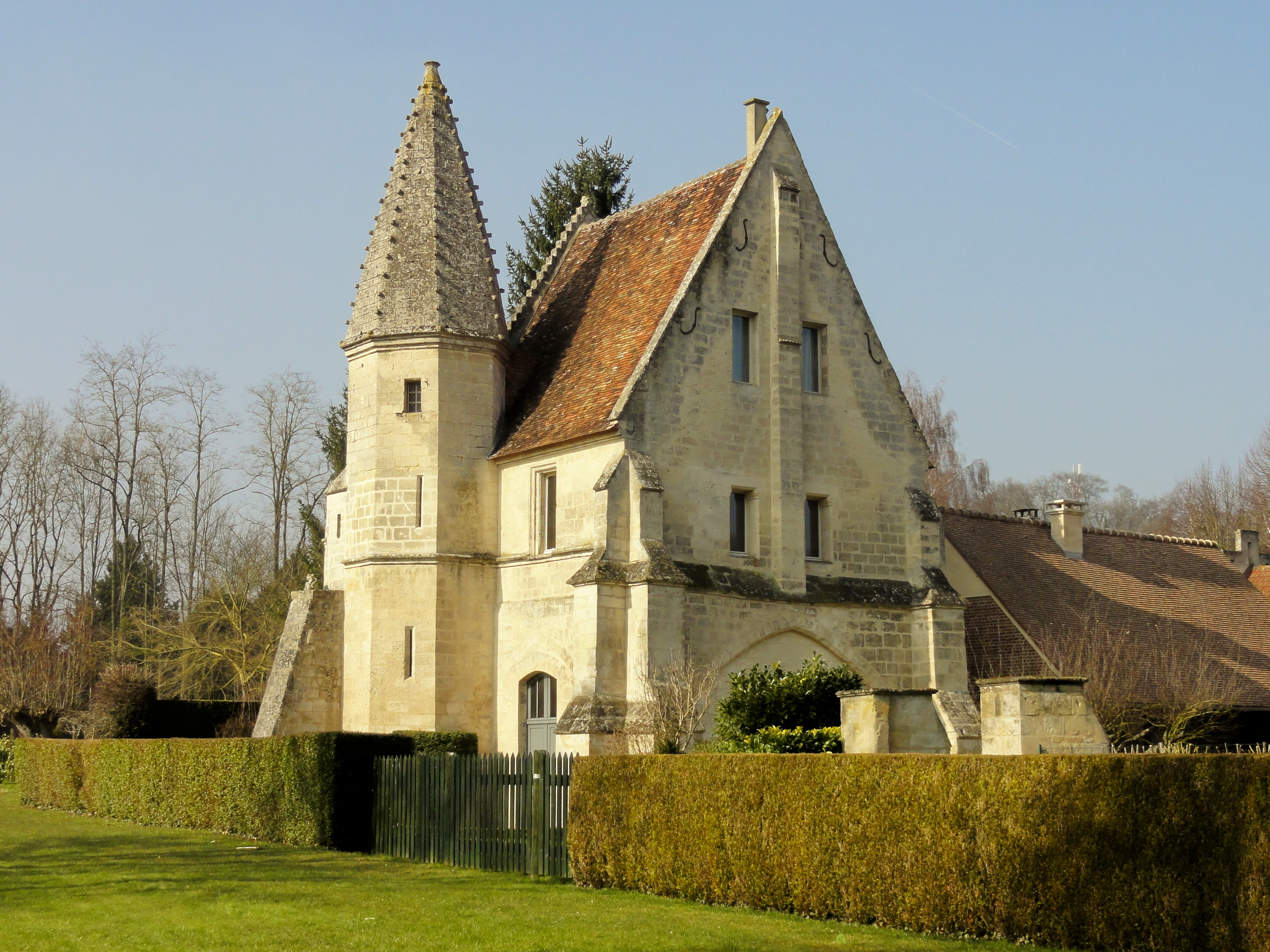

On peut également signaler :
- Entre 1903 et 1946 la manufacture de jouets en bois Blotière & Faucon tenait ses usines et bureaux au 3, avenue de la Gare à Béthisy-St-Pierre.
- Monument aux morts, rénové en 2021[57],[29].

- La route d'Artagnan, premier itinéraire équestre à dimension transnationale qui s'étend sur près de 4 000 km en paasant par Béthisy-Saint-Pierre, dénommée en hommage à D'Artagnan, et qui relie son lieu de naissance vers 1611 à Lupiac en Gascogne, à Maastricht où il a trouvé la mort en 1673. Il a servi d'inspiration à Alexandre Dumas qui en a fait l'un des Trois Mousquetaires.
La Route d'Artagnan arrive par Néry-Vaucelles et passe notamment par la Cavée des vaches, le pont sur la rivière Automne, ainsi que par le centre-ville afin de le valoriser, et près du château et de l'église[58].

- De nombreuses sentes, qui totalisent 17 km donnent accès aux jardins, aux écoles, au château de la Douye ou aux villages voisins en passant notamment par des chemins d'exploitation agricole ou le long de l'Automne, sans jamais passer par la route. Depuis 2010, trois circuits de randonnées sont proposés à la promenade, au départ du parking du château, où est installé un panneau explicatif : « Le vieux Béthisy », 2 km ; « La Brissaule », 7 km et « Les Longues Raies », 8 km[59]

- La vallée de l'Automne.
- La Cité des écoles, l'un des premiers groupes de  logements sociaux en milieu rural, construite dans l'Entre-deux-guerres, et dont la réhabilitation doit être réalisée par un promoteur privé[60],[61].
- L'ancienne gare de Béthisy-Saint-Pierre, transformée en maison d'habitation.

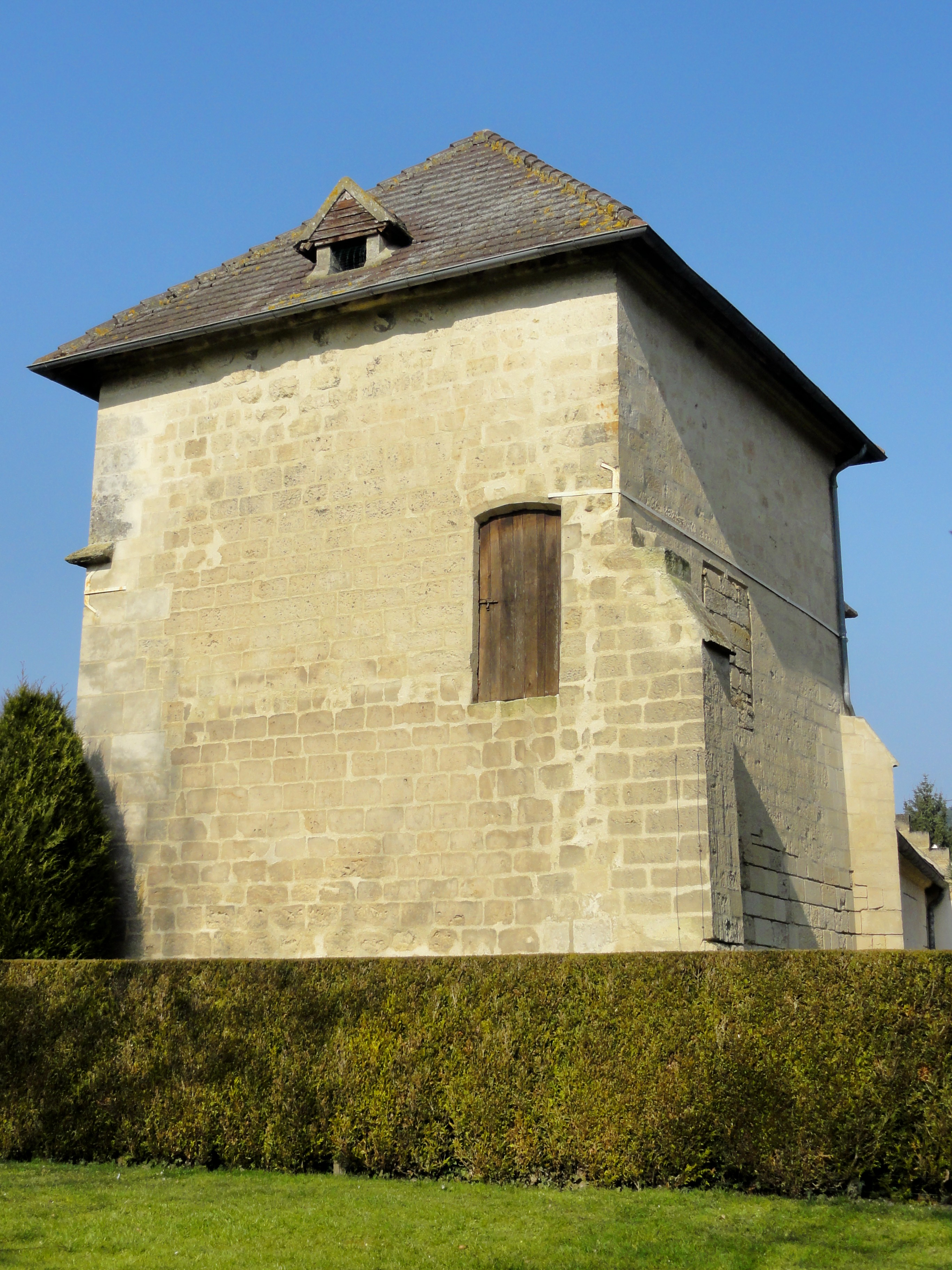
Ancien pigeonnier du château du Roi Jean
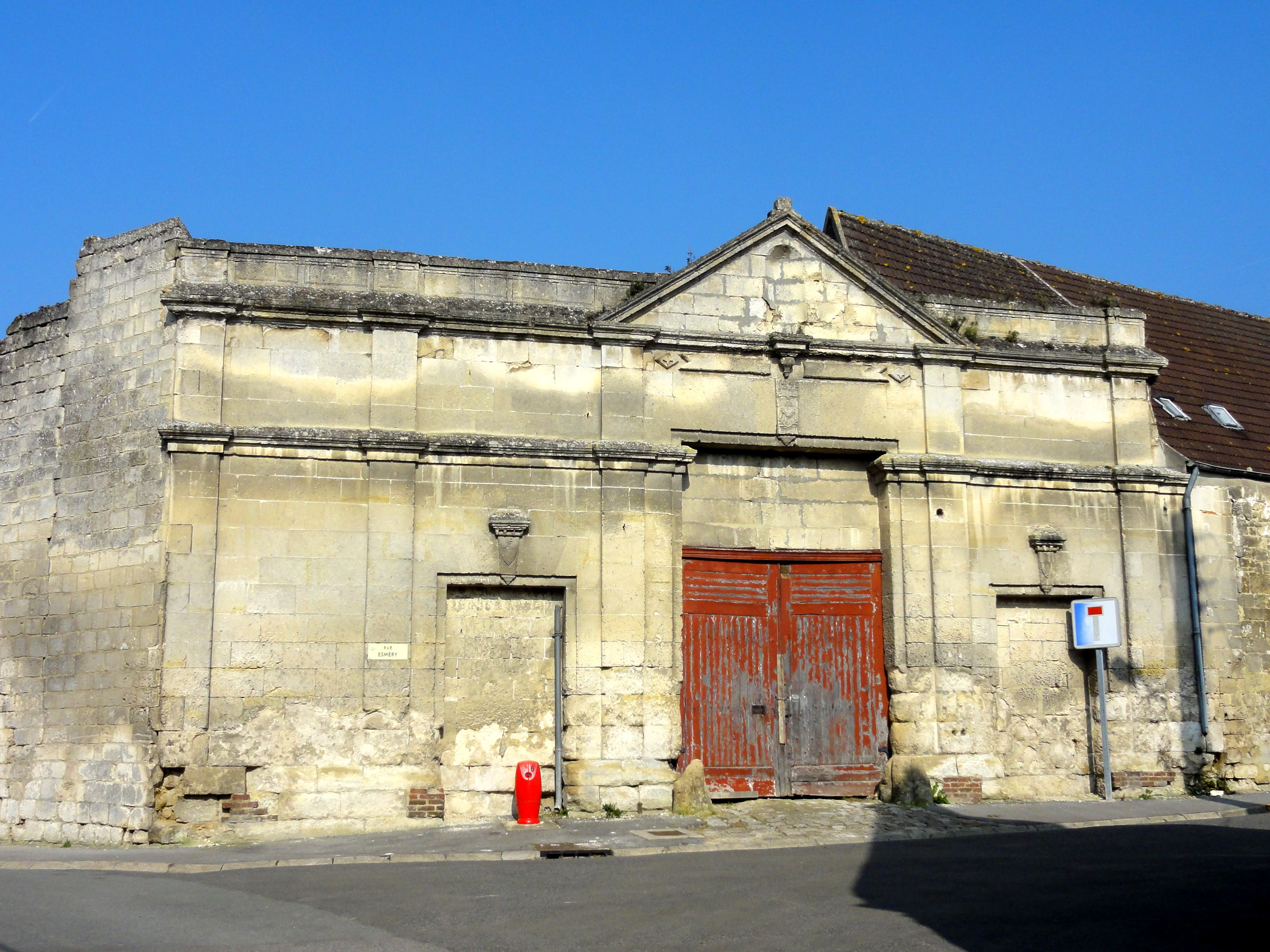
Portail de la Chambrerie.
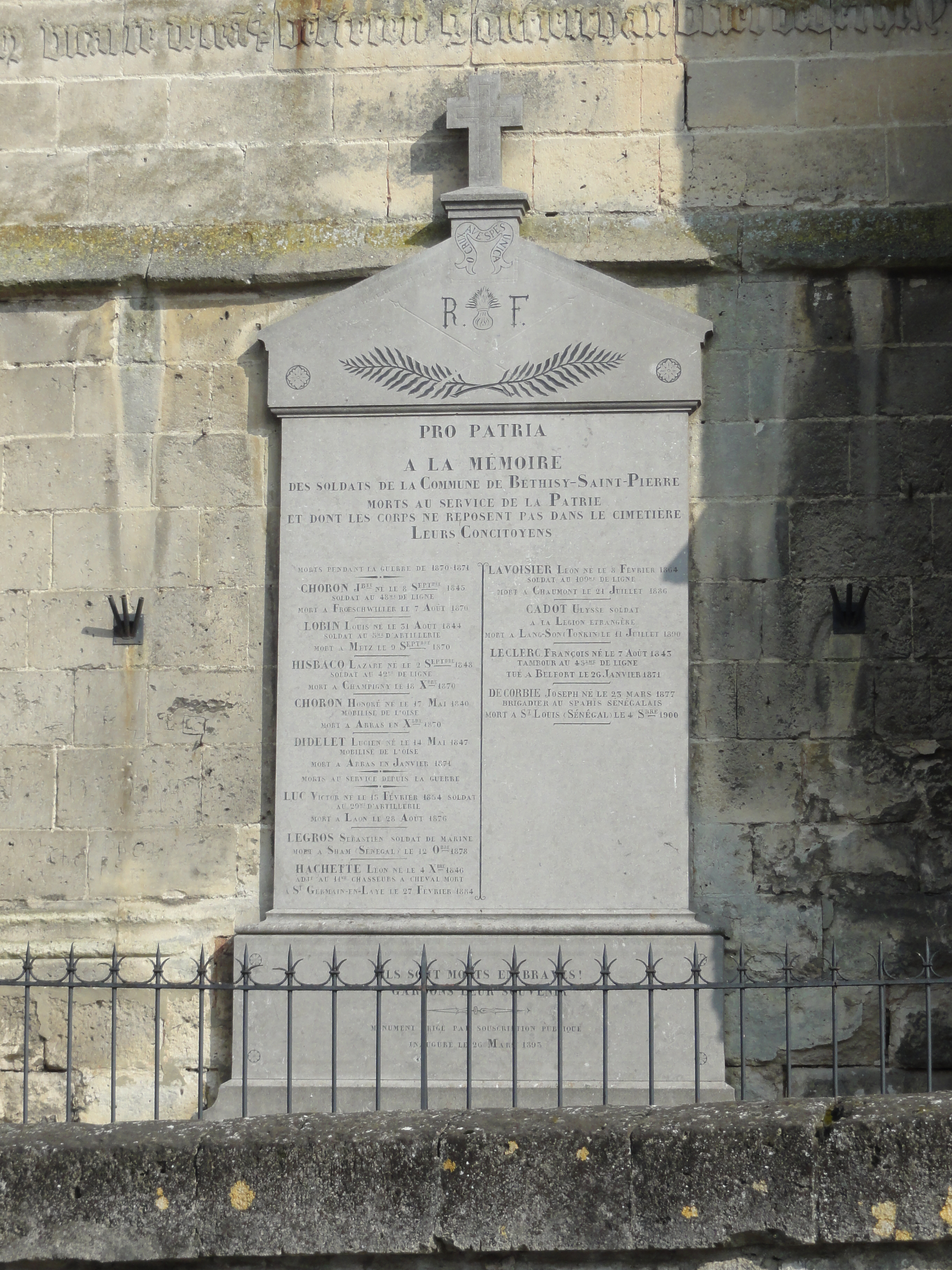
Monument aux morts devant l'église.
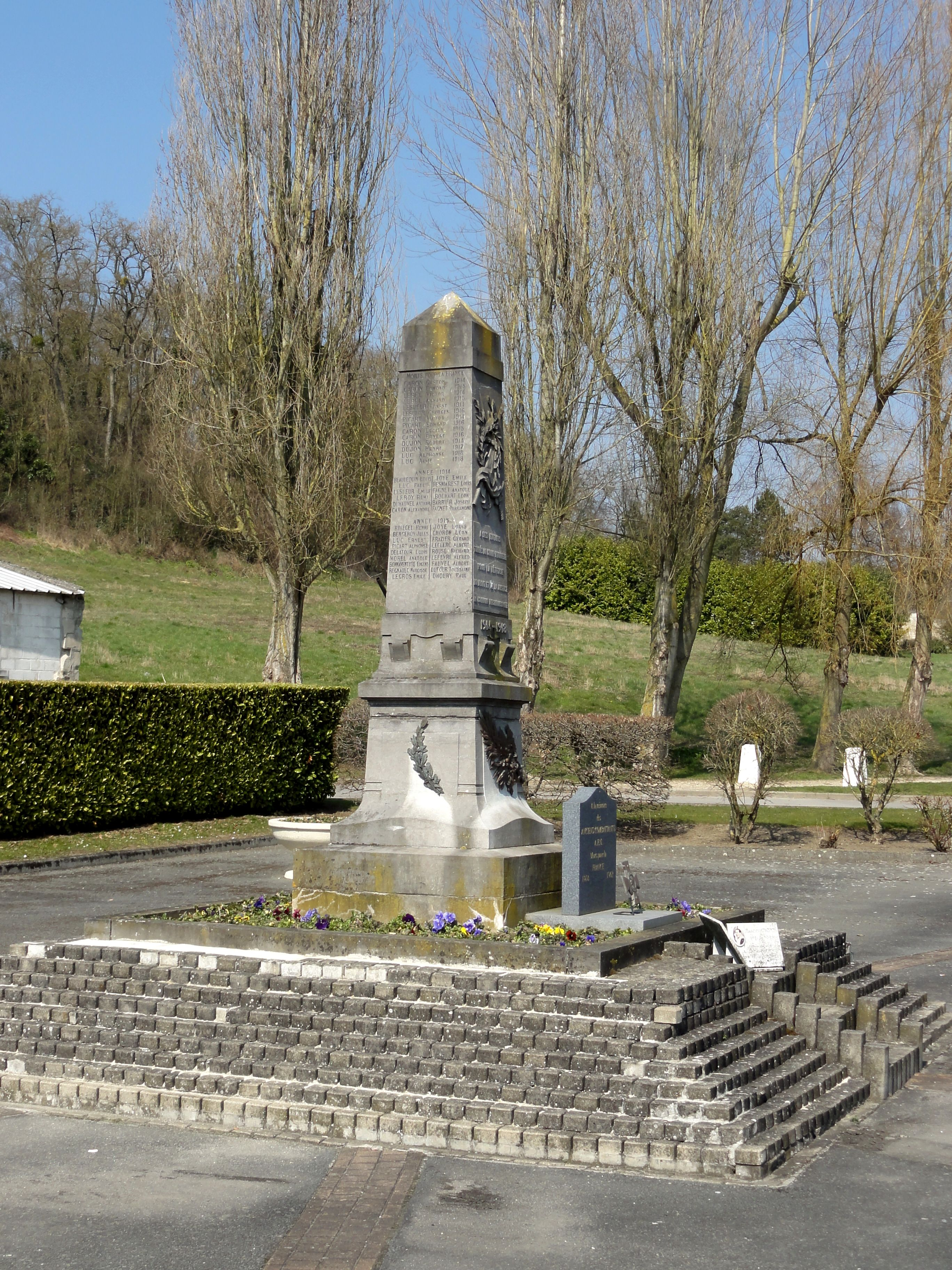
Monument aux morts, place rue du Dr Chopinet - rue Henri-Barbusse.

### Personnalités liées à la commune
- Le roi de France Louis VI le Gros est mort au château royal de Béthisy-Saint-Pierre le 1er août 1137. Alors qu'il rentre d'une expédition punitive contre le seigneur pillard de Saint-Brisson-sur-Loire, près de Gien, Louis le Gros tombe soudainement malade au château de Béthisy-Saint-Pierre. Louis VI, qui est devenu semi-impotent à l'approche de la cinquantaine et a dû renoncer aux plaisirs de la guerre et de la table, meurt le 1er août 1137 des suites d'une dysenterie, fréquente lorsque les conditions sanitaires sont insuffisantes, en particulier lorsque les aliments et l'eau ne sont pas propres. Il est inhumé en l'église de l'abbaye royale de Saint-Denis.
- Nicolas Bergeron, avocat au parlement de Paris né à Béthisy-Saint-Martin au XVIe siècle, défenseur d'une église gallicane, homme de lettres, jurisconsulte et historien qui publia en 1583 Le Valoys Royal.
- Henri Benoît Jules de Béthizy de Mézières (1744-1817), né à Mézières,  ecclésiastique français, 64e et dernier évêque d'Uzès et député aux Etats-généraux de 1789.

### Héraldique
| Blason de Béthisy-Saint-Pierre | Blason  | D'azur fretté d'or chargé au flanc de deux fleurs de lys du champ, au château d'argent maçonné de sable brochant sur le tout, au chef d'argent chargé de trois fleurs de lys du champ. |
| Blason de Béthisy-Saint-Pierre | Détails | Le statut officiel du blason reste à déterminer. |